# 1995
1995 (MCMXCV) byl rok, který podle gregoriánského kalendáře začal a skončil nedělí.

## Události

### Česko
- 21. května – Papež Jan Pavel II. během návštěvy v Olomouci svatořečil Jana Sarkandra a Zdislavu z Lemberka
- 26. května – Při požáru hotelu Olympik v Praze zemřelo 8 lidí.
- 24. června – Při železniční nehodě u Krouny na Chrudimsku zahynulo 19 lidí.
- 5. srpna – Koncert skupiny Rolling Stones na pražském strahovském stadiónu přilákal více než 130 000 posluchačů. Tento rekord v návštěvnosti rockového koncertu dosud v českých zemích nebyl překonán.
- 22. října – Skupina Iron Maiden v rámci svého turné The X Factour odehrála koncert v Průmyslovém paláci v Praze.
- nové územněsprávní členění města Prahy
- česká koruna se stala směnitelnou podle článku VIII. Dohod Mezinárodního měnového fondu
- zpoplatněno používání dálnic a rychlostních silnic
- Centrum Kutné Hory bylo zapsáno na seznam světového dědictví UNESCO.
- strakonický hrad se stal národní kulturní památkou
- Česko vstoupilo do Organizace pro hospodářskou spolupráci a rozvoj
- Byl zatčen Karel Kopáč, organizátor Orlických vražd.

### Svět
- 1. ledna – Rakousko, Švédsko a Finsko se staly členy Evropské unie.
- 3. ledna – Při shazování kazetových pum ruským letectvem na čečenské město Šali zahynulo asi 55 lidí a 186 jich bylo zraněno.
- 10. ledna – 15. ledna – Ve filipínské Manile proběhly Světové dny mládeže.
- 17. ledna – Při zemětřesení o síle 7,2 stupně v japonském Kóbe zahynulo 6 434 lidí.
- 20. března – Při útoku sarinem sektou Óm šinrikjó zahynulo v tokijském metru 12 lidí a 4 000 jich bylo zraněno.
- 25. března – Americký programátor Ward Cunningham zavedl první systém wiki.
- 7. dubna – V čečenské vesnici Samaš ruská armáda povraždila 100–300 civilistů.
- 19. dubna – Timothy McVeigh spáchal bombový útok v Oklahoma City. Zemřelo 168 lidí včetně 19 dětí.
- 14. května – V běloruském referendu se občané vyslovili pro zrovnoprávnění běloruštiny s ruštinou, ekonomickou integraci s Ruskem a novou státní vlajku a znak.
- 17. května – Jacques Chirac se stal francouzským prezidentem.
- 27. května – Při zemětřesení na ruském ostrově Sachalin o síle 7,1 stupně momentové škály bylo zničeno město Neftegorsk. Z 3 176 obyvatel jich 2 040 zemřelo a dalších 720 se zranilo.
- 14.–19. června – Při útoku čečenských ozbrojenců na nemocnici v ruském městě Buďonnovsk ve Stavropolském kraji zahynulo asi 129 lidí a okolo 400 jich bylo zraněno.
- 11. července – Během války v Bosně a Hercegovině byl zahájen Srebrenický masakr, při kterém v následujících 11 dnech Vojska Republiky srbské povraždila asi 8 373 civilních Bosňáků.
- 4.–7. srpna – Chorvatská armáda provedla operaci Bouře na území separatistické Republiky Srbská Krajina a území opustilo 150 000–200  000 Srbů.
- 24. srpna – Společnost Microsoft uvedla na trh operační systém Windows 95.
- 30. srpna–20. září – Severoatlantická aliance provedla vzdušnou operaci Rozhodná síla proti vojskům Republiky srbské na území Bosny a Hercegoviny.
- 31. srpna – Syn slovenského prezidenta Michala Kováče byl unesen do Rakouska.
- 11. října – IBM koupilo Lotus
- 27. října – V košických Východoslovenských železárnách došlo k výbuchu při práci na potrubí. Následný únik oxidu uhelnatého vedl k úmrtí 11 lidí a doživotním následkům u vícera postižených.
- 4. listopadu – V Tel Avivu zemřel při atentátu izraelský premiér Jicchak Rabin.
- 13. listopadu – Mosambik a Kamerun se stali členy Commonwealthu a Nigérii bylo členství pozastaveno..
- 14. prosince – V Paříži podepsali Slobodan Milošević, Alija Izetbegović a Franjo Tuđman Daytonskou dohodu, která ukončila válku v Bosně a Hercegovině.
- 22. prosince – Aleksander Kwaśniewski se stal polským prezidentem.
- 24. prosince – Askar Akajev byl znovu zvolen prezidentem Kyrgyzstánu.
- přijata nová ústava Jihoafrické republiky
- Bosna a Hercegovina vyhlásila nezávislost
- první veřejná verze Apache HTTP Serveru
- ukrajinská vláda zrušila krymskou ústavu a prezidentský úřad a zavedla přímou správu ukrajinského prezidenta
- Slovinsko a Švédsko členy EUROCONTROLu
- Hamád ibn Chalífa Al Sání svrhl otce a stal se emírem Kataru
- Město Edinburgh zapsáno na seznam světového dědictví.

### Probíhající události
- Občanská válka v Kolumbii (1964–2016)
- Druhá súdánská občanská válka (1983–2005)
- Občanská válka na Srí Lance (1983–2009)
- Gruzínsko-abchazský konflikt (od 1989)
- Chorvatská válka za nezávislost (1991–1995)
- Občanská válka v Somálsku (od 1991)
- Válka v Bosně a Hercegovině (1992–1995)
- Obléhání Sarajeva (1992–1996)
- Občanská válka v Tádžikistánu (1992–1997)
- Pomocná mise OSN pro Rwandu (1993–1996)
- První čečenská válka (1994–1996)

## Vědy a umění
- 23. ledna – v poušti Djourab ve středoafrickém Čadu objeveny ostatku druhu Australopithecus bahrelghazali, prokazující rozšíření australopitéků i mimo Velkou příkopovou propadlinu
- 23. května – firma Sun Microsystems představila objektově orientovaný programovací jazyk Java
- 28. září – německá metalová skupina Rammstein vydala své první album Herzeleid
- 30. září – NASA ukončila pravidelné spojení se sondou Pioneer 11
- Sonda Galileo byla navedena na oběžnou dráhu kolem Jupiteru
- Hans Bethe zveřejnil otevřený dopis žádající všechny vědce, aby „přerušili a odmítali“ práci na jakékoli části vývoje a výroby jaderných zbraní
- vznikla slovenská hudební skupina Iné Kafe
- vznikla česká swingová skupina Ondřej Havelka a jeho Melody Makers
- vznikl hudební projekt Tapeworm Trenta Reznora, Attica Rosse, Charlieho Clousera a jiných umělců
- The Velvet Underground pozváni do Rockové síně slávy
- V Argentině byl popsán největší známý dravý dinosaurus rodu Giganotosaurus, větší než populární Tyrannosaurus.

## Nobelova cena
- Nobelova cena za fyziku – Martin Lewis Perl, Frederick Reines
- Nobelova cena za chemii – Paul J. Crutzen, Mario J. Molina, Sherwood Rowland
- Nobelova cena za fyziologii a lékařství – Edward B. Lewis, Christiane Nüssleinová-Volhardová, Eric F. Wieschaus
- Nobelova cena za literaturu – Seamus Heaney
- Nobelova cena za mír – Józef Rotblat, Pugwashské konference o vědě a světových záležitostech
- Nobelova pamětní cena za ekonomii – Robert Lucas mladší

## Narození

### Česko

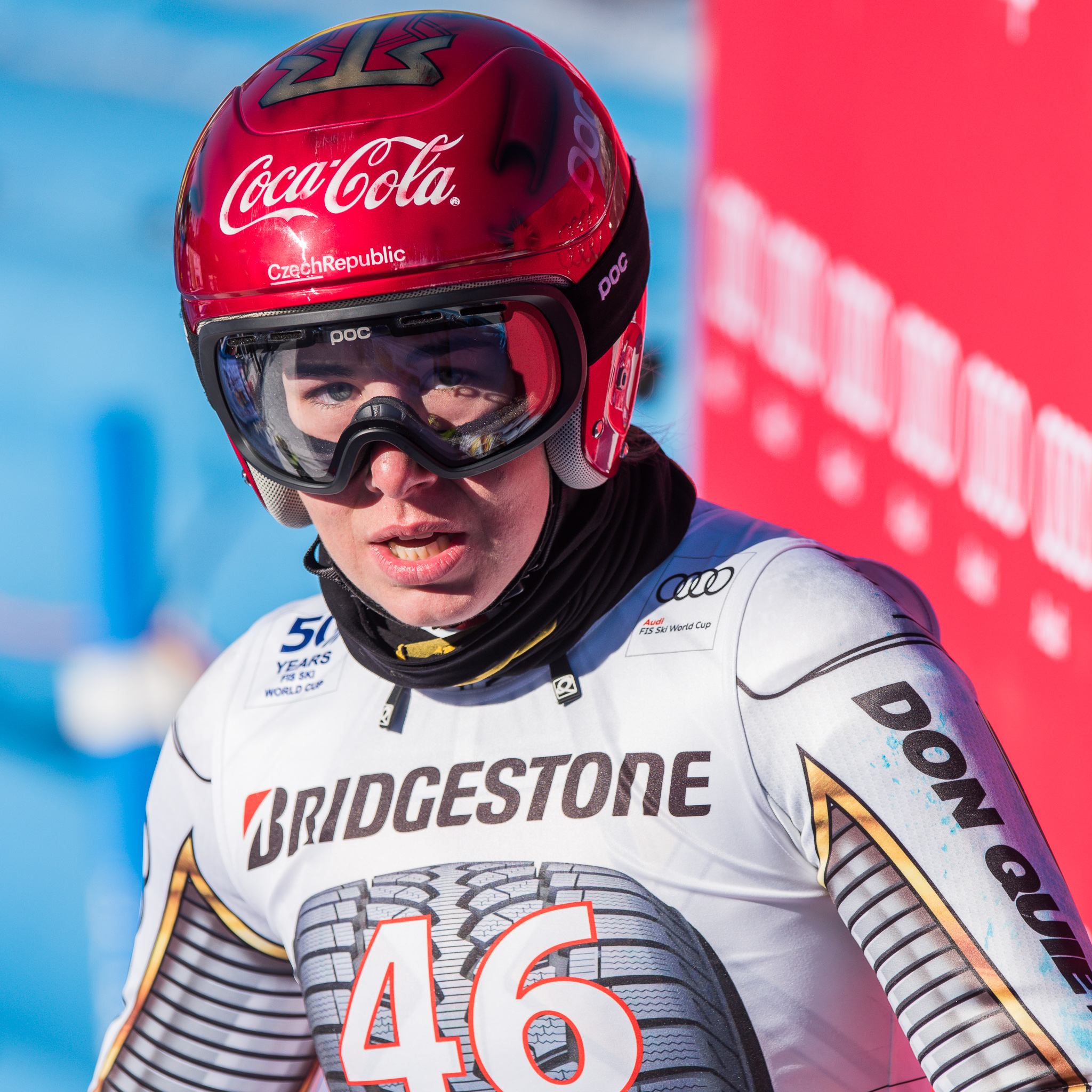
Ester Ledecká
(* 23. března)

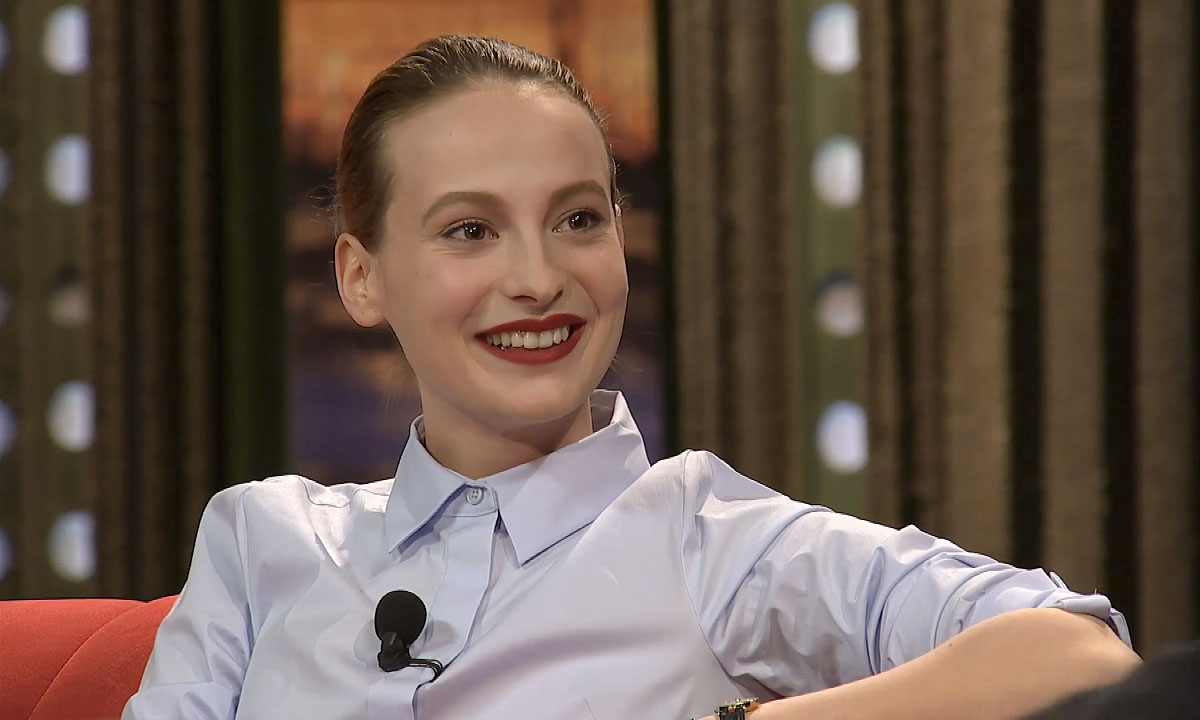
Anna Fialová (* 3. července)

- 02. ledna – Jan Vobejda, fotbalista
- 11. ledna – Jiří Sodoma, fotbalista
- 12. ledna – David Kämpf, lední hokejista
- 21. ledna
  - Fylyppos, komiksový ilustrátor
  - Jiří Sýkora atlet, vícebojař
- 26. ledna – Jakub Nečas, fotbalový záložník
- 07. února – Radim Jehlička, fotbalový brankář
- 08. února – Andrea Bezděková, modelka
- 09. února – Anika Apostalon, česko-americká plavkyně
- 17. února – Jan Košťálek, lední hokejista
- 18. února – Jindřich Pacl, hokejový brankář
- 27. února – Tomáš Souček, fotbalista
- 19. března – Filip Březina, herec
- 23. března – Ester Ledecká, alpská lyžařka a snowbordistka
- 05. dubna – Alex Řehák, fotbalový obránce
- 28. dubna – Jakub Jarolím, ploutvový plavec
- 02. května – Adam Pajer, fotbalový obránce
- 23. května – Marek Lambora, herec
- 30. května – Lukáš Rohan, vodní slalomář a kanoista
- 07. června – Lukáš Klok, lední hokejista
- 29. června – David Němeček, lední hokejista
- 03. července – Anna Fialová, herečka
- 08. července – Marek Havlík, fotbalista
- 22. července – Markéta Fridrichová, topmodelka
- 23. července – Jan Fanta, herec, zpěvák a tanečník
- 21. srpna – Dominik Kubalík, lední hokejista
- 22. srpna – Anna Slováčková, zpěvačka a moderátorka († 6. dubna 2025)
- 31. srpna – Vojtěch Drahokoupil, zpěvák
- 05. září – Sebastian Gorčík, lední hokejista
- 28. září – Baxtrix, youtuber a streamer
- 02. října – Jakub Šašinka, fotbalový útočník
- 04. října
  - Mikolas Josef, zpěvák a písničkář
  - Šimon Szathmáry, hokejový obránce
- 05. října – Filip Suchý, fotbalový obránce († 2. května 2019)
- 17. října – Naomi Adachi, herečka, modelka a moderátorka
- 02. listopadu – Ondřej Šafář, lední hokejista
- 08. listopadu – Ondřej Kaše, lední hokejista
- 01. prosince – David Cienciala, lední hokejista
- 16. prosince – Denisa Barešová, divadelní a filmová herečka
- 18. prosince – Barbora Krejčíková, tenistka

### Svět

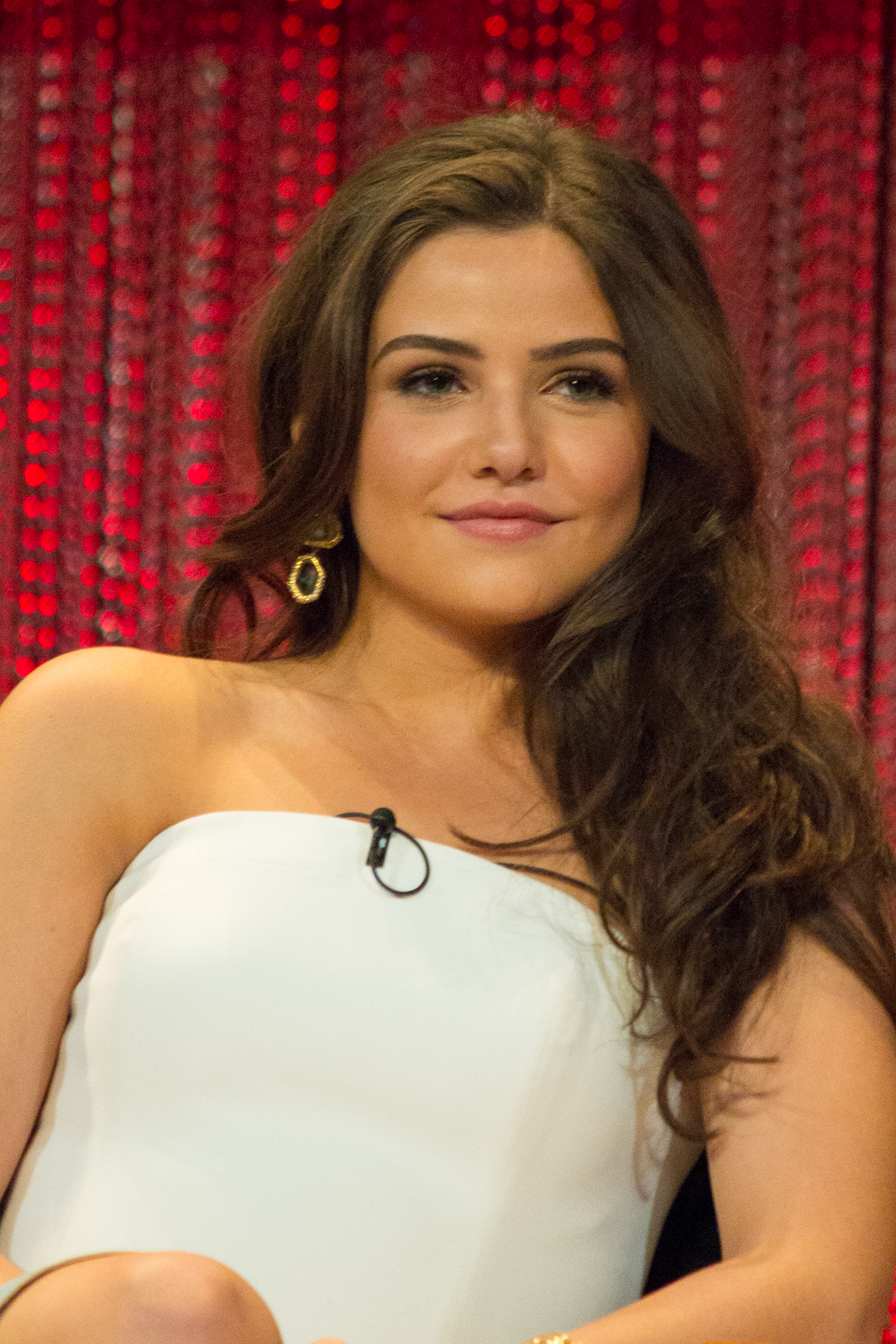
Danielle Campbell (* 30. ledna)

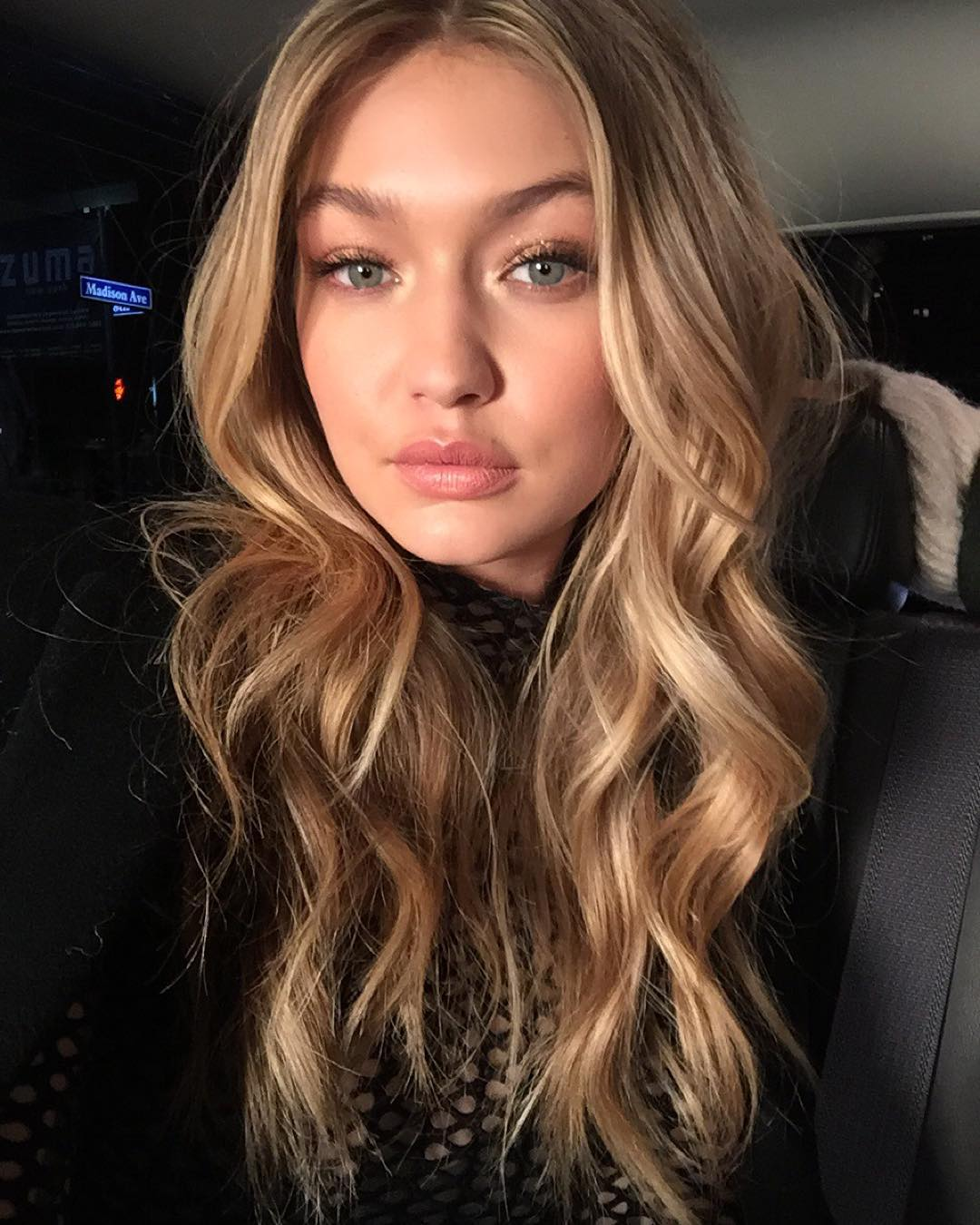
Gigi Hadid (* 23. dubna)

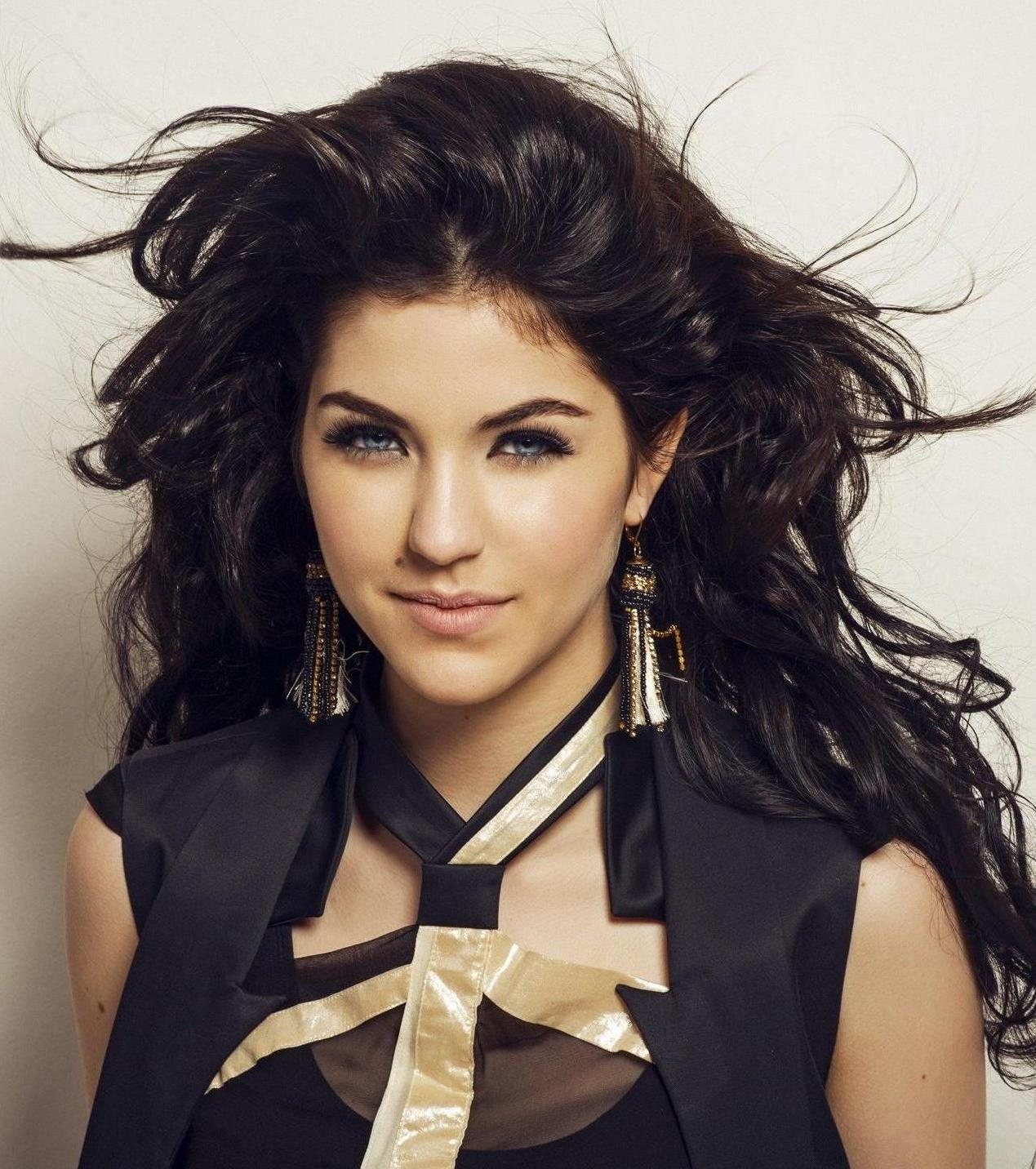
Celeste Buckingham (* 3. května)

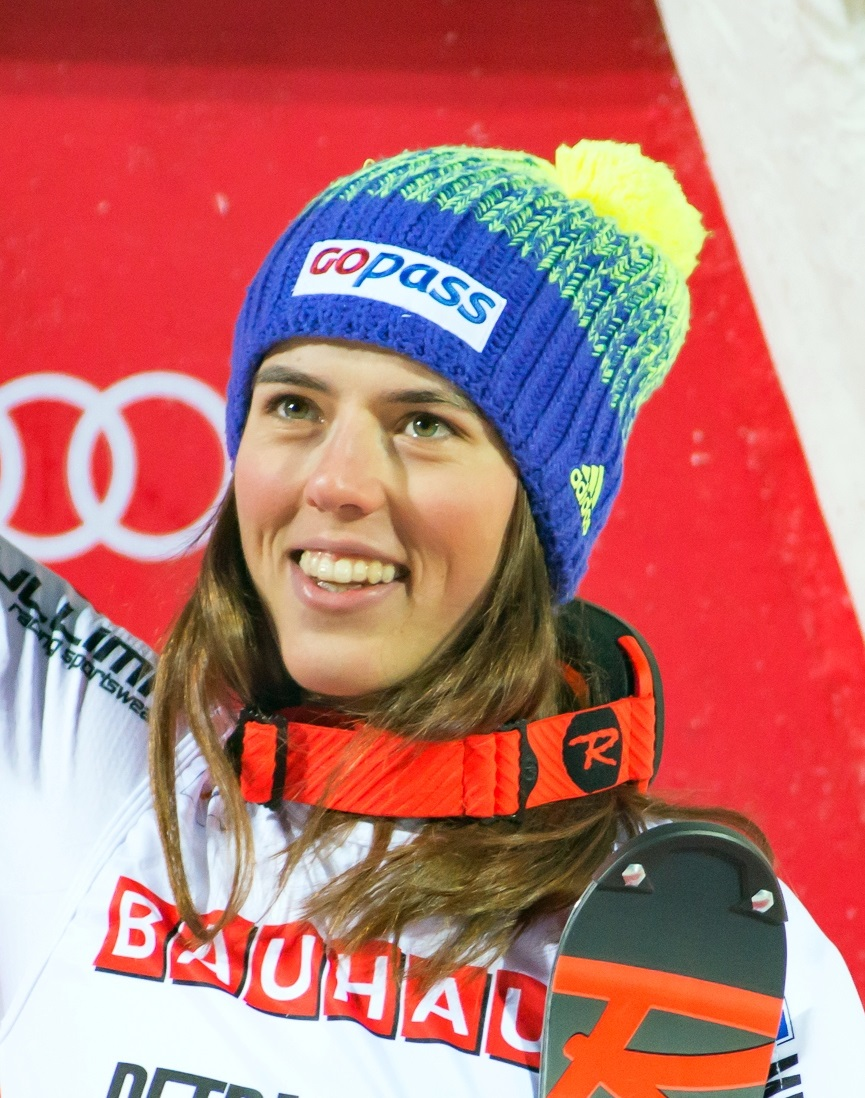
Petra Vlhová (* 13. června)

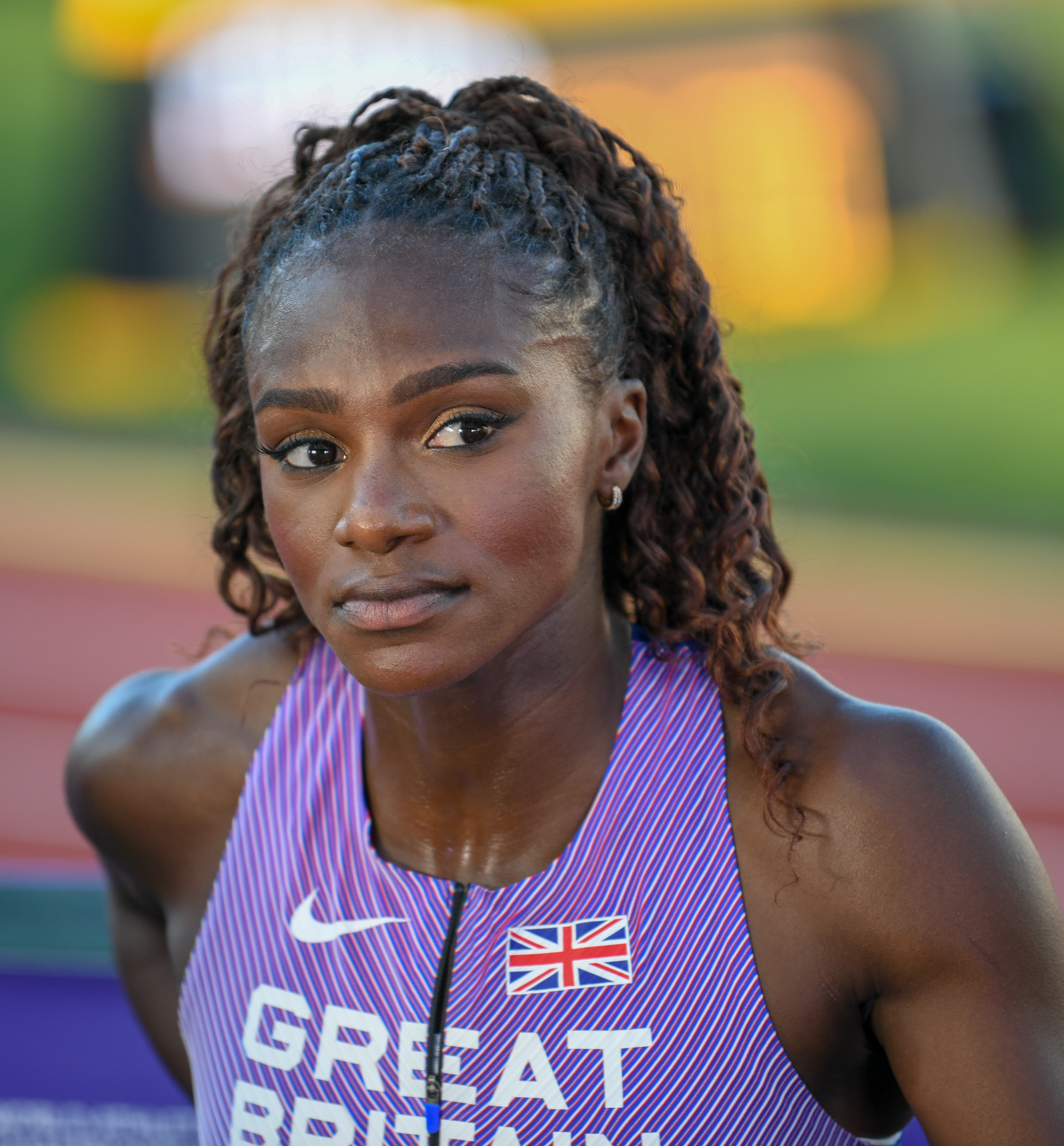
Dina Asherová-Smithová (* 4. prosince)

- 02. ledna – Luka Lučić, chorvatský fotbalista
- 03. ledna – Tonny Trindade de Vilhena, nizozemský fotbalista
- 04. ledna
  - Maddie Hasson, americká herečka
  - María Isabel, španělská zpěvačka
  - Ricardo Kishna, nizozemský fotbalista
- 06. ledna – Marfa Rabkova, běloruská aktivistka
- 07. ledna – Julia Putincevová, ruská tenistka
- 09. ledna – Nicola Peltz, americká herečka
- 10. ledna – Anass Fouad, džibutský zápasník–sambista a judista
- 11. ledna
  - Simon Gustafson, švédský fotbalový záložník
  - Giovanni Abagnale, italský veslař
- 13. ledna – Natalia Dyer, americká herečka
- 16. ledna
  - Takumi Minamino, japonský fotbalista
  - Emiliano Boffelli, argentinský ragbista
- 17. ledna – Nathan Katz, australský judista
- 18. ledna
  - Elías Már Ómarsson, islandský fotbalista
  - Samu Castillejo, španělský fotbalista
- 20. ledna
  - Adrian Gomboc, slovinský judista
  - Calum Chambers, anglický fotbalista
  - José María Giménez, uruguayský fotbalista
  - Duncan Paia'aua, samojský ragbista
- 21. ledna – Nguyễn Công Phượng, vietnamský fotbalista
- 24. ledna
  - Callan McAuliffe, australský herec
  - Martin Réway, slovenský lední hokejista
- 26. ledna
  - Garry Ringrose, irský ragbista
  - Mislav Rosandić, slovenský hokejista chorvatského původu
- 29. ledna – RG Snyman, jihoafrický ragbista
- 30. ledna – Danielle Campbell, americká herečka
- Timothée Chalamet (*  27. prosince)05. února – Adnan Januzaj, belgický fotbalista
- 06. února

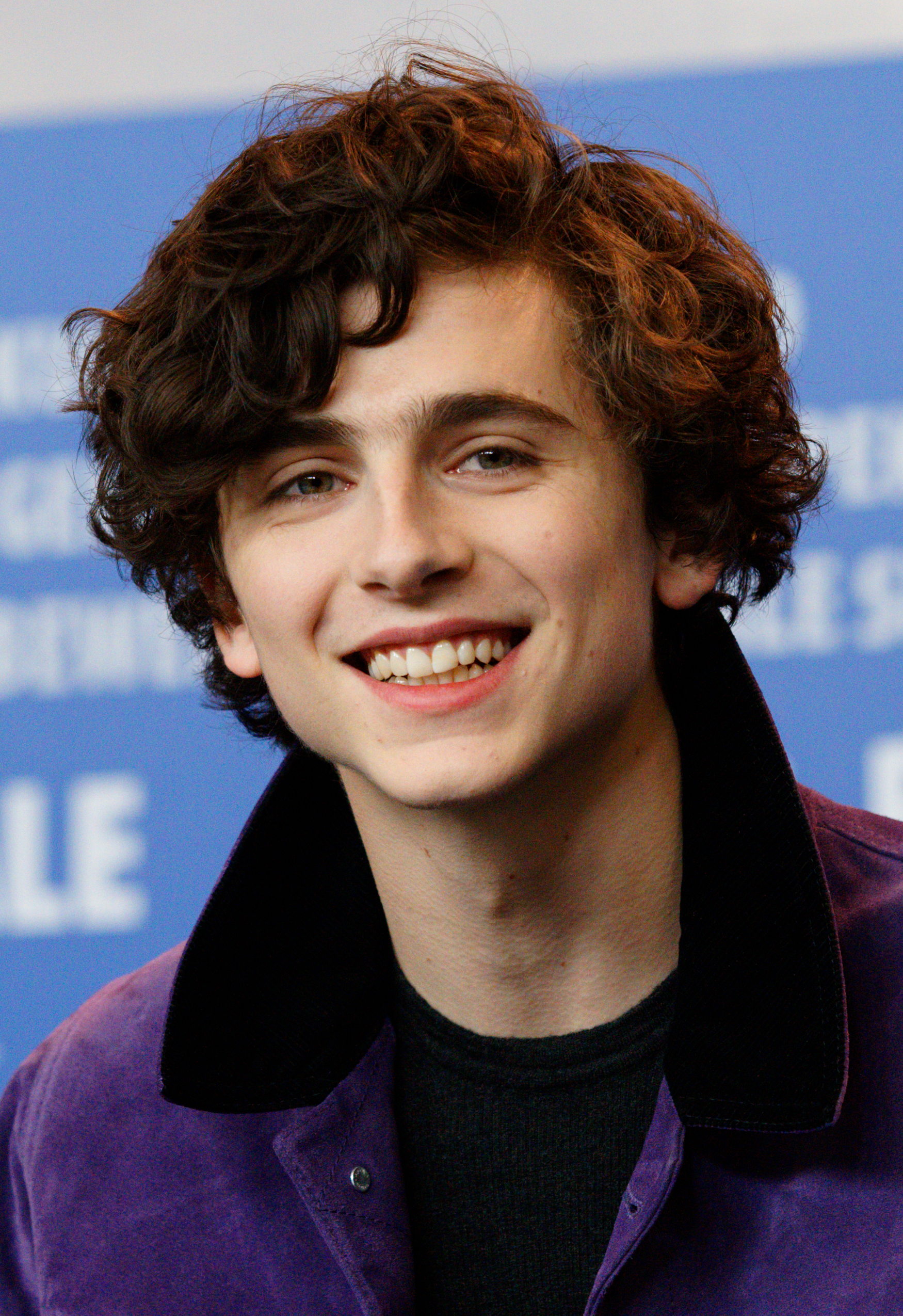
Timothée Chalamet (* 27. prosince)

  - Jacqueline Löllingová, německá skeletonistka
  - Nyck de Vries, nizozemský pilot Formule 1
- 08. února
  - Uroš Damnjanović, srbský fotbalista
  - Kasper Asgreen, dánský silniční cyklista
- 11. února – Jang Čao-süan, čínská tenistka
- 16. února – Ellis Genge, anglický ragbista
- 17. února – Madison Keysová, americká tenistka
- 18. února – Nathan Aké, nizozemský fotbalový obránce
- 19. února – Nikola Jokič, srbský basketbalista
- 20. února – Tomoaki Takata, japonský sportovní lezec
- 23. února – Valarie Allmanová, americká diskařka
- 03. března – Bryan Cristante, italský fotbalista
- 05. března – Jakub Freitag, polský fotbalový brankář
- 07. března – Haley Lu Richardson, americká herečka
- 13. března
  - Vesna Fabjanová, slovinská běžkyně na lyžích
  - Mikaela Shiffrinová, americká alpská lyžařka
- 15. března – T. J. Green, hráč amerického fotbalu
- 21. března – Aries Susanti Rahayu, indonéská sportovní lezkyně
- 22. března – Anna Brożek, polská sportovní lezkyně
- 23. března – Jan Lisiecki, kanadský klavírista
- 24. března – Sebastian Halenke, německý sportovní lezec
- 31. března – Anna Magnussonová, švédská biatlonistka
- 01. dubna
  - Dmitrij Jefremov, ruský fotbalový záložník
  - Logan Paul, americký youtuber, wrestler a herec
- 04. dubna – Dmitrij Balandin, kazachstánský plavec
- 06. dubna – Antoinette de Jongová, nizozemská rychlobruslařka
- 10. dubna – Adriana Jelínková, holandská alpská lyžařka
- 15. dubna – Cody Christian, americký herec
- 16. dubna – Namir Alispahić, bosenský fotbalový útočník
- 18. dubna – Virginia Gardner, americká herečka
- 20. dubna – Damian McKenzie, novozélandský ragbista
- 21. dubna
  - Josh Adams, velšský ragbista
  - Ruahei Demantová, novozélandská ragbistka
- 23. dubna – Gigi Hadid, americká topmodelka
- 24. dubna – Zdenko Filípek, slovenský fotbalový obránce
- 27. dubna – Nick Kyrgios, australský tenista
- 03. května
  - Celeste Buckingham, slovenská zpěvačka americko-švýcarského původu
  - Nico Sturm, německý lední hokejista
- 04. května – Alex Lawther, britský herec
- 10. května
  - Missy Franklinová, americká plavkyně
  - Julien Marchand francouzský ragbista
  - Gabriella Papadakisová, francouzská krasobruslařka
- 12. května – Irina Chromačovová, ruská tenistka
- 22. května – Karoline Sinnhuber, rakouská sportovní lezkyně
- 24. května – Joseph Wenzel z Lichtenštejna, nejstarší potomek lichtenštejnského korunního prince Aloise
- 26. května
  - Edoardo Ceria, italský fotbalový útočník
  - J Hus (Momodou Jallow), britský rapper
- 28. května
  - David Firnenburg, německý sportovní lezec
  - John Fennell, kanadský sáňkař
- 31. května – Koki Anzai, japonský fotbalista
- 04. června – Johann André Forfang, norský skokan na lyžích
- 05. června – Troye Sivan, australský zpěvák a herec
- 08. června – Alina Grosu, ukrajinská zpěvačka
- 11. června – Oswal Álvarez, kolumbijský fotbalista
- 13. června – Petra Vlhová, slovenská alpská lyžařka
- 14. června – Katja Kadič, slovinská sportovní lezkyně
- 17. června – Ádám Nagy, maďarský fotbalista
- 22. června – Sara Kolaková, chorvatská oštěpařka
- 26. června – Adriana Ruanová, guatemalská sportovní střelkyně
- 01. července – Lena Häckiová-Großová, švýcarská biatlonistka
- 02. července – Dominik Kahun, německý lední hokejista českého původu
- 04. července
  - Post Malone, americký zpěvák, rapper a kytarista
  - Vanessa Herzogová rakouská rychlobruslařka
- 06. července – Gregor Vezonik, slovinský sportovní lezec
- 11. července
  - Alina Stremousová, moldavská biatlonistka
  - Émilien Jacquelin, francouzský biatlonista
- 12. července – Luke Shaw, anglický fotbalový obránce
- 13. července – Zharnel Hughes, britský sprinter
- 17. července – Timotej Záhumenský, slovenský fotbalový obránce
- 19. července – Manuel Akanji, švýcarský fotbalista
- 23. července
  - Thomas Ramos, francouzský ragbista
  - Ox Nché, jihoafrický ragbista
- 25. července
  - Maria Sakkariová, řecká profesionální tenistka
  - Matej Jakúbek, slovenský fotbalista
- 27. července – Viktor Poletajev, ruský volejbalista
- 2. srpna – Peter Cehlárik, slovenský lední hokejista
- 20. srpna – Anna Danilinová, kazachstánská tenistka
- 22. srpna
  - Lulu Antariksa, americká herečka a zpěvačka
  - Dua Lipa, britská zpěvačka albánského původu
- 24. srpna – Amelia Windsor, anglická modelka a příbuzná britské královské rodiny
- 28. srpna – Andreas Wellinger, německý skokan na lyžích
- 29. srpna – Martin Harich, slovenský zpěvák
- 01. září – Nathan MacKinnon, kanadský lední hokejista
- 02. září – Aleksander Barkov, finský lední hokejista
- 06. září – Matúš Bero, slovenský fotbalista
- 08. září
  - Julian Weigl, německý fotbalový záložník
  - Martin Chrien, slovenský fotbalový záložník
  - Martin Ponsiluoma, švédský biatlonista
- 11. září – Francesco Yates, kanadský zpěvák
- 12. září – Steven Gardiner, bahamský atlet, sprinter
- 18. září – Max Meyer, německý fotbalový záložník
- 19. září
  - Thomas Fekete, švýcarský fotbalový obránce
  - Alex Aranburu, španělský profesionální silniční cyklista
- 20. září – Jonas Abrahamsen, norský silniční cyklista
- 21. září – Rišat Chajbullin, kazašský sportovní lezec
- 23. září – Jack Aitken, britský automobilový závodník britsko-korejského původu
- 27. září
  - Daeg Faerch, dánsko-kanadský herec
  - Jošihito Nišioka, japonský tenista
- 28. září – Alain Richard Ebwelle, kamerunský fotbalista
- 09. října – Chuba Akpom, anglický fotbalista
- 16. října – Theo McFarland, samojský ragbista
- 17. října – Benoît Cosnefroy, francouzský silniční cyklista
- 21. října
  - Doja Cat, americká zpěvačka a rapperka
  - Yulimar Rojasová, venezuelská atletka, trojskokanka
- 24. října – Júdži Fudžiwaki, japonský sportovní lezec
- 26. října – Celeste Plaková, nizozemská volejbalistka
- 27. října – Leon Draisatl, německý lední hokejista
- 01. listopadu – Moïse Adilehou, francouzský fotbalový obránce
- 02. listopadu
  - Hanna Öbergová, švédská biatlonistka
  - Chloé Chevalierová, francouzská biatlonista
- 03. listopadu – Kendall Jenner, americká modelka
- 17. listopadu – Elise Mertensová, belgická tenistka
- 27. listopadu – Jekatěrina Koščejevová, ruská horolezkyně
- 02. prosince – Ana Peleteirová, španělská atletka, trojskokanka
- 04. prosince
  - Dina Asherová-Smithová, britská atletka, sprinterka
  - Uche Henry Agbo, nigerijský fotbalový záložník
- 06. prosince – A Boogie wit da Hoodie, americký rapper, zpěvák a textař
- 11. prosince – Martin Valjent, slovenský fotbalový obránce
- 13. prosince – Emma Corrin, britská herečka
- 20. prosince – Feliks Zemdegs, australský speedcuber
- 27. prosince
  - Rafael Martins Vieira da Silva, brazilský fotbalový obránce
  - Timothée Chalamet, herec francouzsko-amerického původu
- 30. prosince – Igor Šesťorkin, ruský hokejový brankář
- 31. prosince
  - Michael Piccolruaz, italský sportovní lezec
  - Gabby Douglasová, americká sportovní gymnastka
- ?
  - Vladimir Kartašev, ruský horolezec
  - Marharyta Zacharovová, ukrajinská sportovní lezkyně

## Úmrtí

### Česko

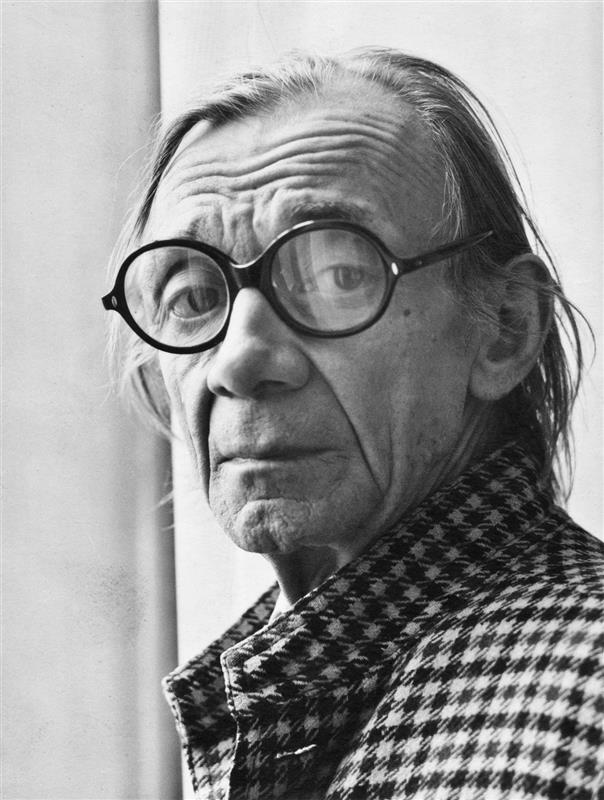
Josef Kemr († 15. ledna)

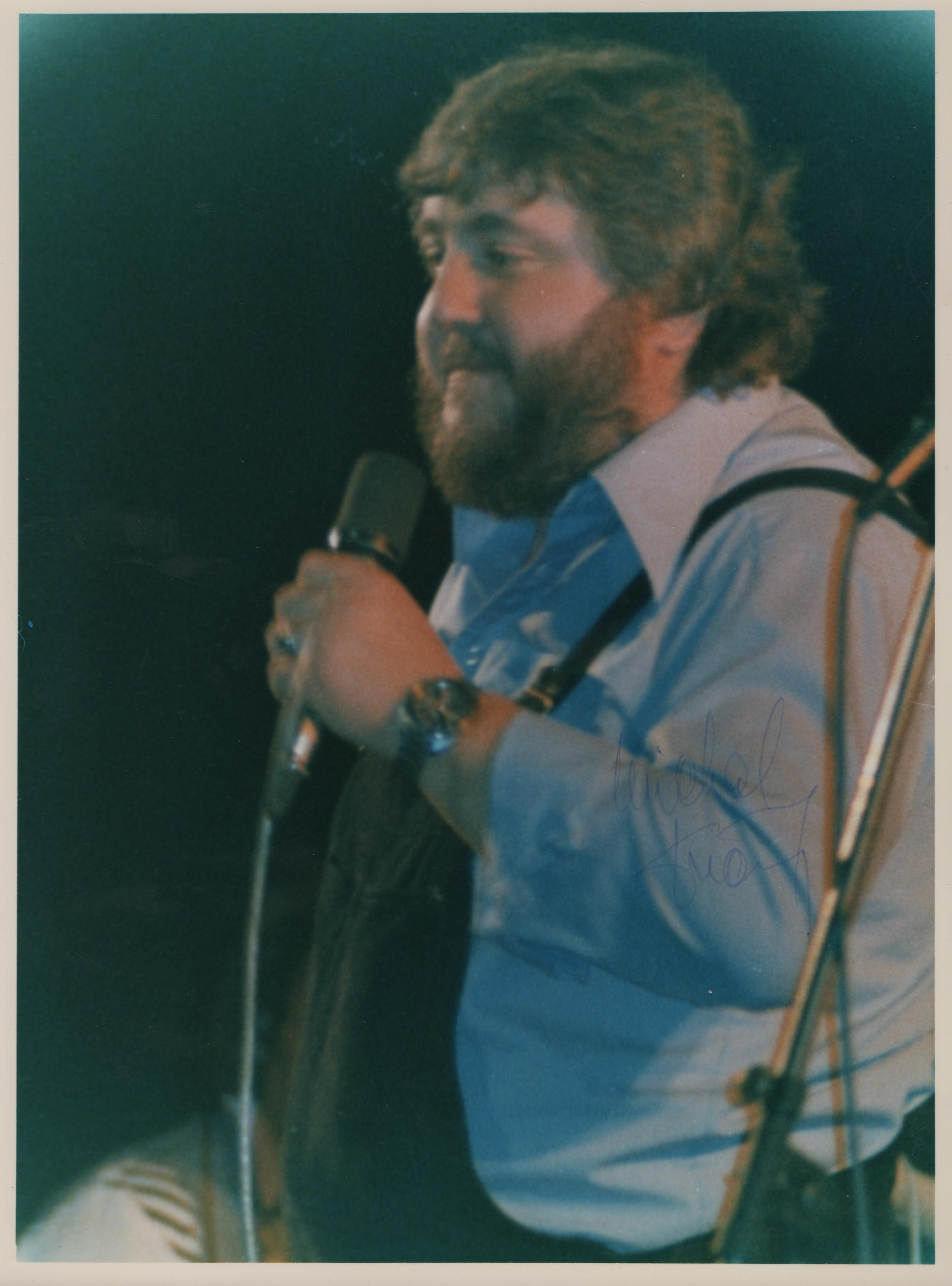
Michal Tučný († 10. března)

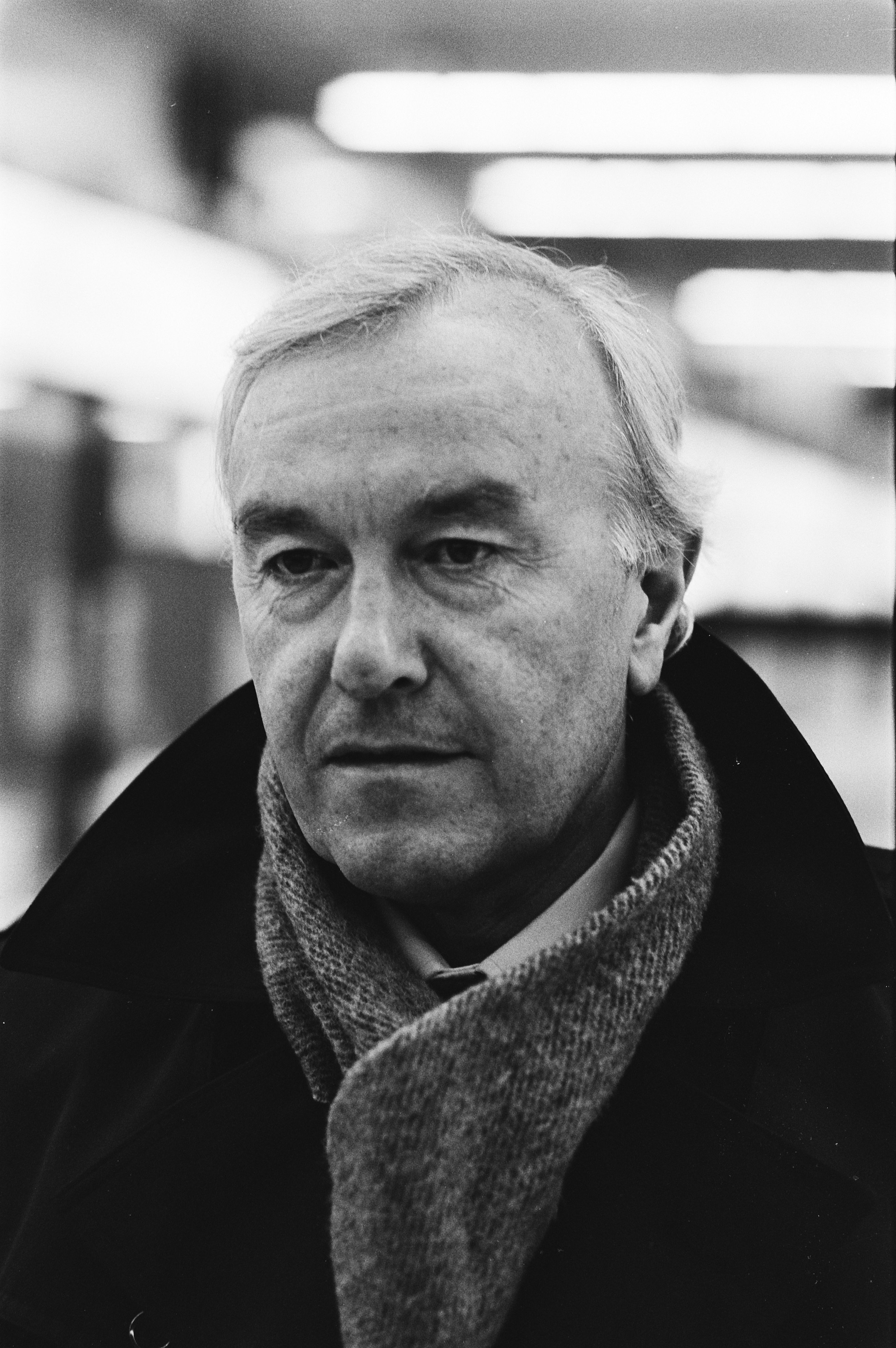
Václav Ježek († 27. srpna)

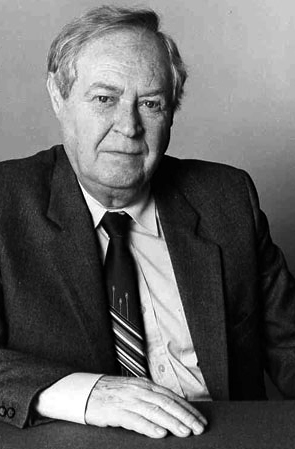
Gustav Brom († 25. září)

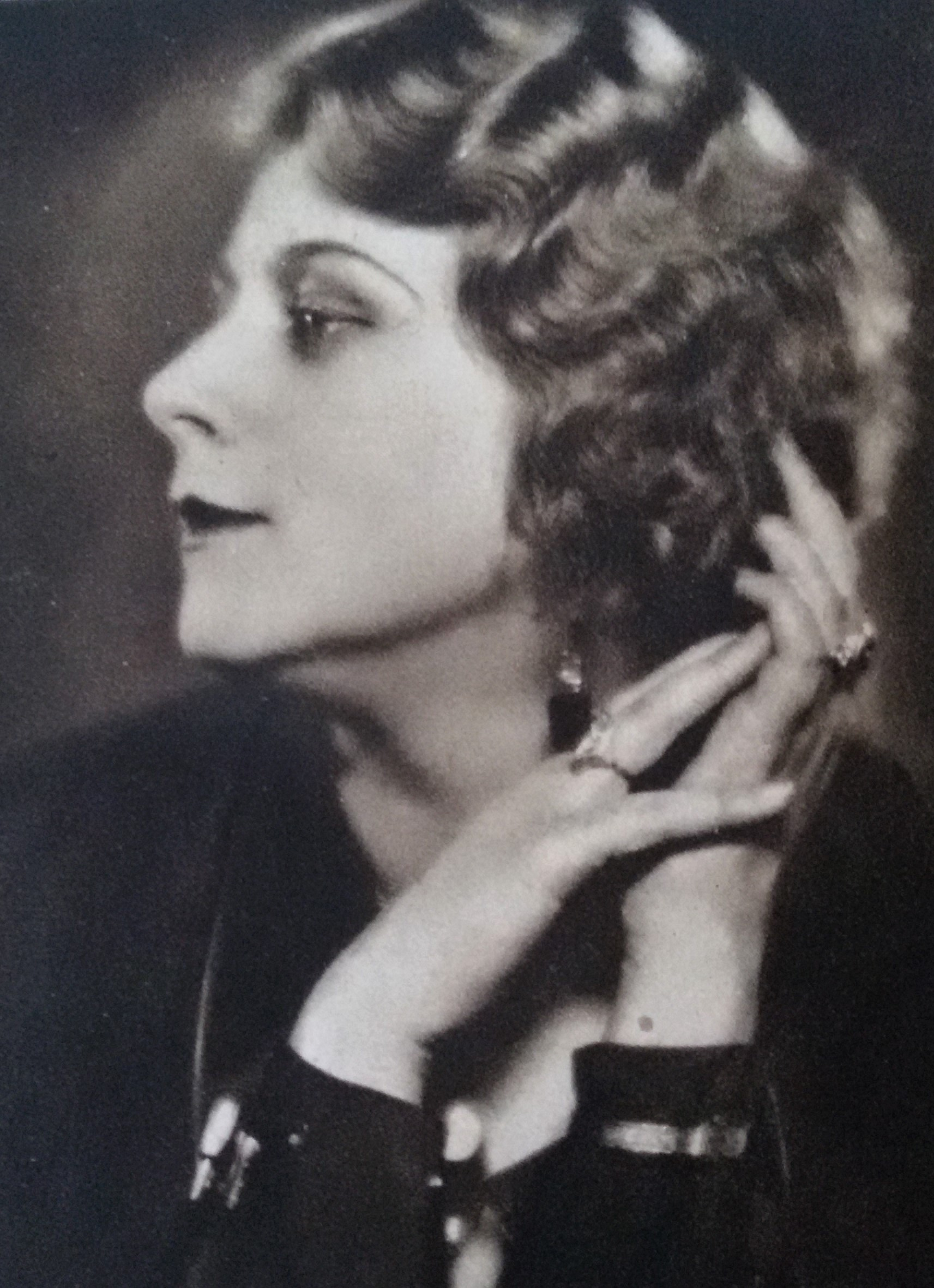
Nelly Gaierová († 30. října)

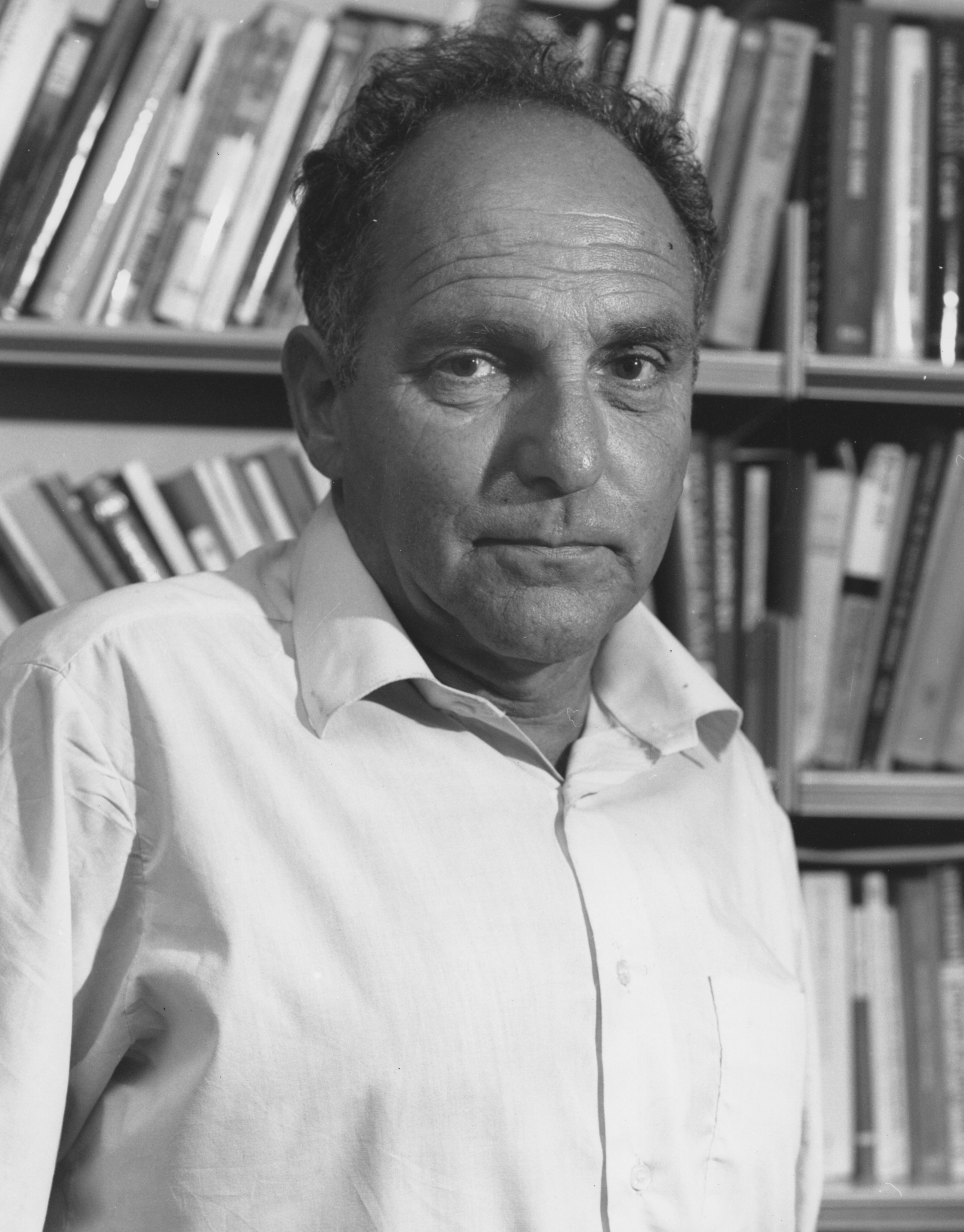
Ernest Gellner († 5. listopadu)

- 1. ledna – Otto Eckert, sochař a keramik (* 4. října 1910)
- 9. ledna – Miroslav Pich-Tůma, odbojář, politik, funkcionář Státní bezpečnosti (* 22. srpna 1919)
- 15. ledna – Josef Kemr, herec (* 20. června 1922)
- 18. ledna – Jaroslav Hořánek, malíř, ilustrátor, grafik a pedagog (* 5. prosince 1925)
- 24. ledna – Jaroslav Kašpar, příslušník zahraničního protinacistického a protikomunistického odboje (* 23. prosince 1903)
- 11. února – Karel Janů, architekt (* 12. května 1910)
- 6. února – Jiří Štursa, architekt (* 17. března 1910)
- 24. února – Dagmar Šimková, politická vězeňkyně komunistického režimu, spisovatelka (* 23. května 1929)
- 27. února – Wabi Ryvola, trampský písničkář (* 4. dubna 1935)
- 10. března – Michal Tučný, zpěvák country music (* 11. ledna 1947)
- 14. března – Oldřich Němec, hokejový reprezentant (* 16. července 1922)
- 18. března – Josef Vavroušek, ekolog, publicista a politik (* 15. září 1944)
- 28. března
  - Jiří Waldhans, dirigent a hudební pedagog (* 17. dubna 1923)
  - Anna Hostomská, hudební propagátorka a spisovatelka (* 6. srpna 1907)
- 11. dubna
  - Karel Šebek, surrealistický básník a výtvarník (* 3. dubna 1941)
  - František Daniel Merth, katolický kněz a spisovatel (* 18. října 1915)
- 13. dubna – Miloš Sedmidubský, hudební skladatel (* 21. února 1924)
- 15. dubna – Jan Vavrda, voják a příslušník výsadku Spelter (* 26. února 1922)
- 23. dubna – Jaroslav Šajn, sochař (* 23. srpna 1926)
- 24. dubna – Gustav Janíček, chemik, rektor VŠCHT (* 20. září 1911)
- 28. dubna – Hana Janků, operní pěvkyně – sopranistka (* 25. října 1940)
- 30. dubna – Jiří Šust, hudební skladatel, autor filmové hudby (* 29. srpna 1919)
- 5. května
  - Jan Kozák, spisovatel (* 25. března 1921)
  - Josef Bek, herec a zpěvák (* 21. prosince 1918)
- 10. května – Petr Hejduk, bubeník a zdravotník (* 24. srpna 1949)
- 20. května
  - Hana Vrbová, spisovatelka, redaktorka a překladatelka (* 13. února 1929)
  - Milan Mach, herec (* 4. ledna 1926)
- 24. května – Zdeněk Sirový, režisér a scenárista (* 14. března 1932)
- 6. června – Otmar Kučera, stíhací pilot (* 13. července 1914)
- 8. června – Truda Grosslichtová, herečka a zpěvačka (* 23. února 1912)
- 21. června – Jaroslav Chundela, divadelní a operní režisér a herec (* 16. prosince 1936)
- 28. června – Karel Urbánek, sbormistr a skladatel (* 27. dubna 1910)
- 2. července – Zdeněk Košler, dirigent (* 25. března 1928)
- 12. července – Erich Kulka, spisovatel (* 18. února 1911)
- 13. července – Ján Hluchý, československý basketbalista (* 7. února 1925)
- 15. července – Antonín Ulrich, hudebník, skladatel a pedagog (* 25. října 1915)
- 16. července – Václav Šolc, etnograf-amerikanista, muzeolog, cestovatel a spisovatel (* 27. září 1919)
- 18. července – Václav Markup, akademický sochař (* 10. září 1904)
- 22. července – Otakar Borůvka, matematik (* 10. května 1899)
- 25. července – Ladislav Dvorský, spisovatel (* 5. června 1931)
- 27. července – Michal Sabolčík, ministr vlád Československa a diplomat (* 3. června 1924)
- 31. července – Jiří Tywoniak, archivář a historik (* 30. března 1919)
- 11. srpna
  - Karel Berman, operní pěvec, hudební skladatel a režisér (* 14. dubna 1919)
  - Jindřich Brok, fotograf (* 20. ledna 1912)
- 12. srpna – Rudolf Barák, komunistický ministr vnitra (* 11. května 1915)
- 13. srpna
  - Kamil Fuchs, architekt (* 4. prosince 1930)
  - Jan Křesadlo, spisovatel, skladatel, psycholog a polyhistor (* 9. prosince 1926)
- 15. srpna – Karel Píč, básník a esperantista (* 6. prosince 1920)
- 17. srpna – Jaroslav Papoušek, malíř, sochař, scenárista a režisér (* 12. dubna 1929)
- 19. srpna – Vladimír Škutina, humorista, publicista, spisovatel (* 16. ledna 1931)
- 20. srpna – Jiří Lír, herec (* 19. května 1923)
- 23. srpna – Jaroslava Bajerová, sportovní gymnastka, stříbrná medaile LOH 1936 (* 1. dubna 1910)
- 24. srpna – Zbyněk Brynych, režisér a scenárista (* 13. července 1927)
- 27. srpna – Václav Ježek, fotbalový reprezentant a trenér (* 1. října 1923)
- 29. srpna – Jan Martinec, dramatik, publicista, prozaik a překladatel (* 7. prosince 1915)
- 2. září – Václav Neumann, dirigent (* 29. září 1920)
- 7. září – Petr Kalandra, kytarista, hráč na foukací harmoniku a skladatel (* 10. března 1950)
- 8. září – František Nepil, spisovatel a scenárista (* 10. února 1929)
- 9. září – Vladimír Scheufler, etnograf a hudební skladatel (* 17. dubna 1922)
- 14. září – Jan Vanýsek, oftalmolog (* 5. srpna 1910)
- 21. září – Mojmír Smékal, hudebník a skladatel (* 27. května 1920)
- 25. září
  - Albert Prouza, spoluzakladatel Klubu angažovaných nestraníků (* 20. srpna 1939)
  - Gustav Brom, hudební skladatel, dirigent, zakladatel orchestru Gustava Broma (* 22. května 1921)
- 26. září – Miroslav Hanuš, spisovatel (* 15. května 1907)
- 17. října – František Čech, divadelní režisér (* 29. dubna 1928)
- 18. října – Bohumil Bezouška, herec (* 19. prosince 1921)
- 26. října – Tomáš Pasák, historik (* 6. června 1933)
- 30. října
  - Jan Kazimour, ekonom, politik, předseda Státního statistického úřadu (* 16. února 1914)
  - Nelly Gaierová, zpěvačka a herečka (* 3. října 1908)
- 5. listopadu – Ernest Gellner, filosof, sociolog a antropolog (* 9. prosince 1925)
- 10. listopadu – René Wellek, literární vědec (* 22. srpna 1903)
- 19. listopadu – Emanuela Nohejlová-Prátová, historička a numizmatička (* 3. června 1900)
- 22. listopadu – František Neužil, básník, romanopisec (* 9. května 1907)
- 24. listopadu – Sergej Machonin, literární kritik a teoretik (* 29. prosince 1918)
- 11. prosince – Jiří Lehovec, dokumentarista, filmový režisér a fotograf (* 3. ledna 1909)
- 12. prosince – Jan Faltýnek, herec, šansoniér a bavič (* 12. dubna 1936)
- 15. prosince
  - Jan Říha, fotbalový reprezentant (* 11. listopadu 1915)
  - Miroslav Katětov, matematik (* 17. března 1923)
- 18. prosince – Martin Růžek, herec (* 23. září 1918)
- 19. prosince – Ladislav Přáda, fotbalový reprezentant (* 4. dubna 1933)
- 24. prosince – Jan Schneeweis, klavírista, hudební skladatel, sbormistr (* 1. ledna 1904)
- 27. prosince – Oldřich Hlavsa, grafik, typograf, redaktor (* 4. listopadu 1909)
- 30. prosince – Vítězslav Kocourek, spisovatel a překladatel (* 3. srpna 1920)
- 31. prosince – Bedřich Lipina, primátor města Ostravy (* 26. února 1932)

### Svět

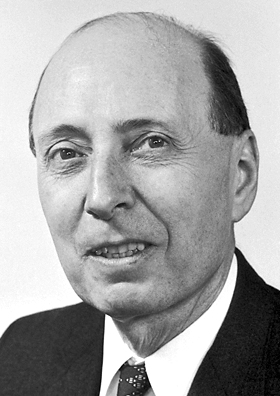
Eugene Paul Wigner († 1. ledna)

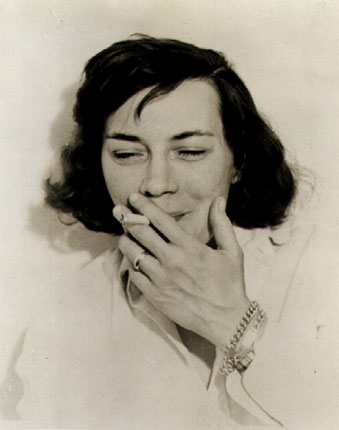
Patricia Highsmithová († 4. února)

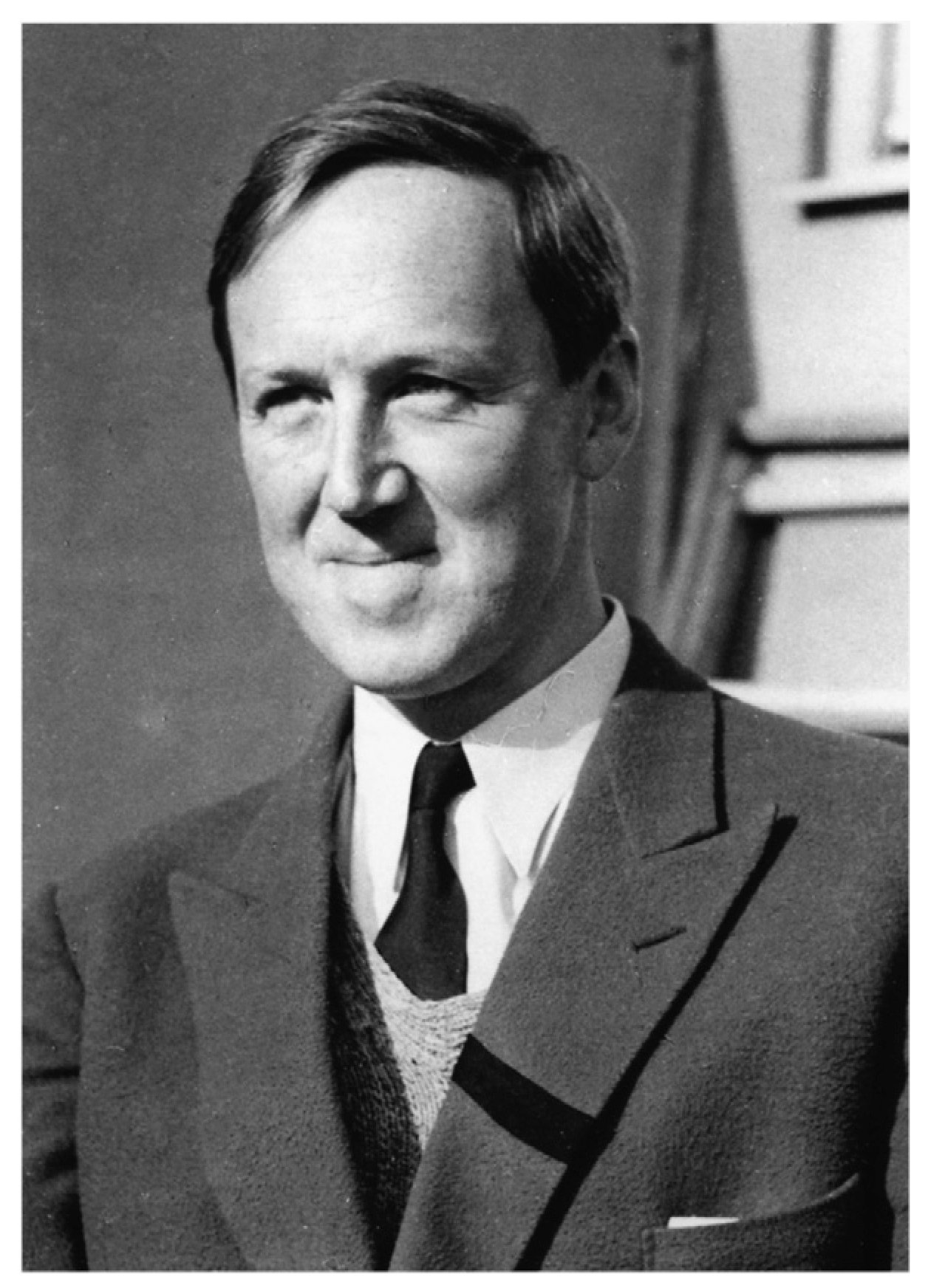
Hannes Alfvén († 2. dubna)

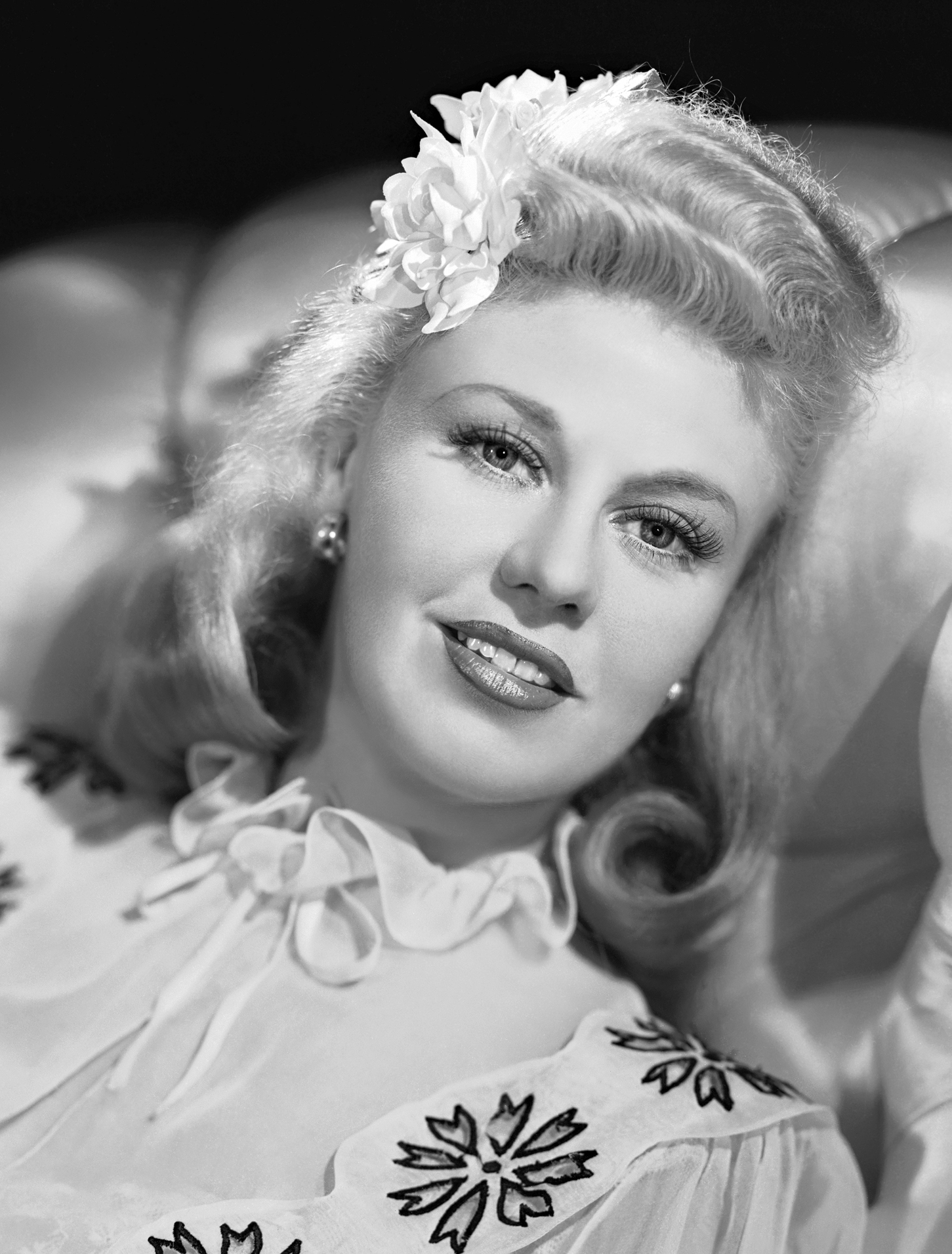
Ginger Rogersová († 25. dubna)

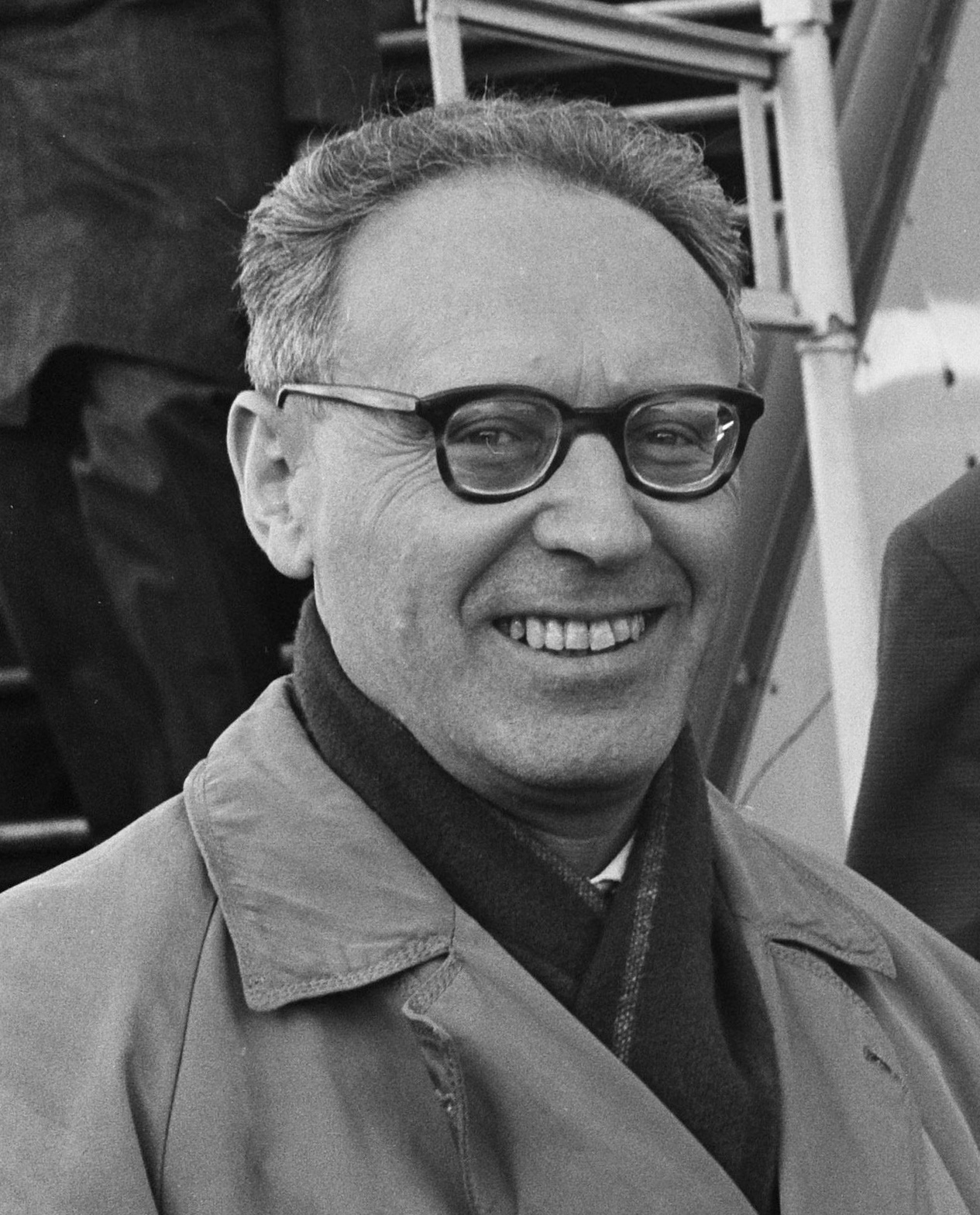
Michail Botvinnik († 5. května)

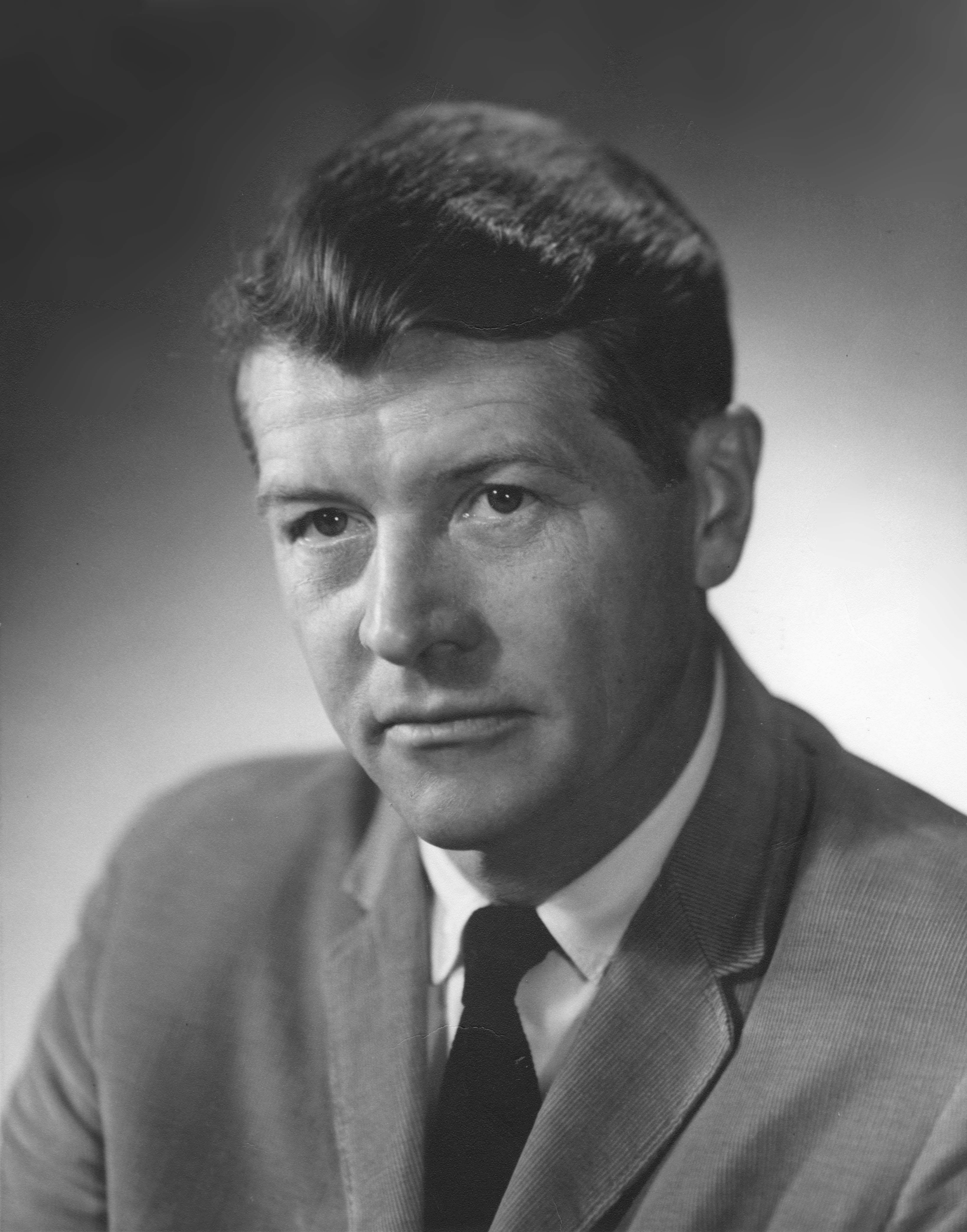
Christian B. Anfinsen († 14. května)

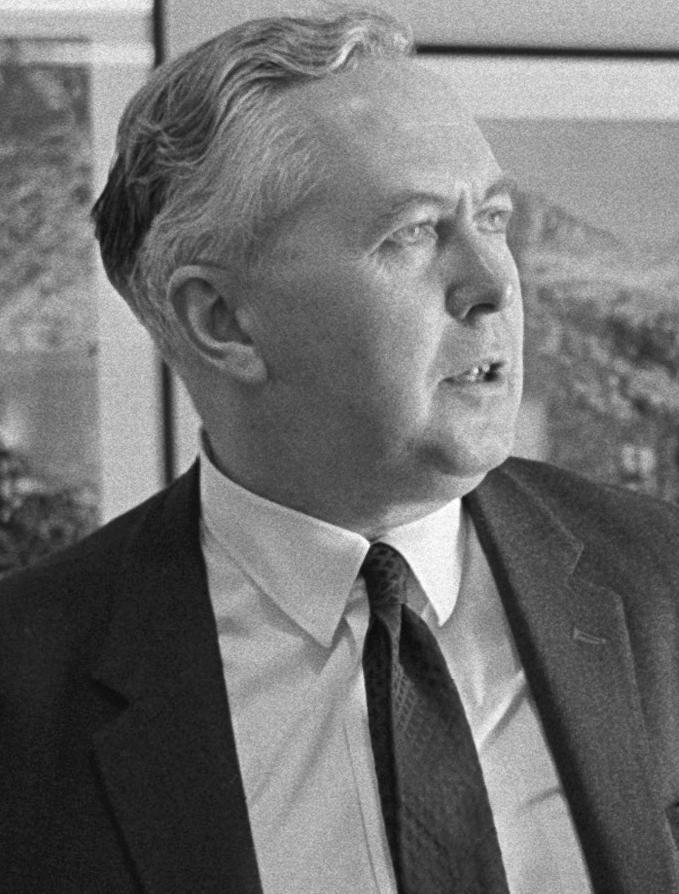
Harold Wilson († 24. května)

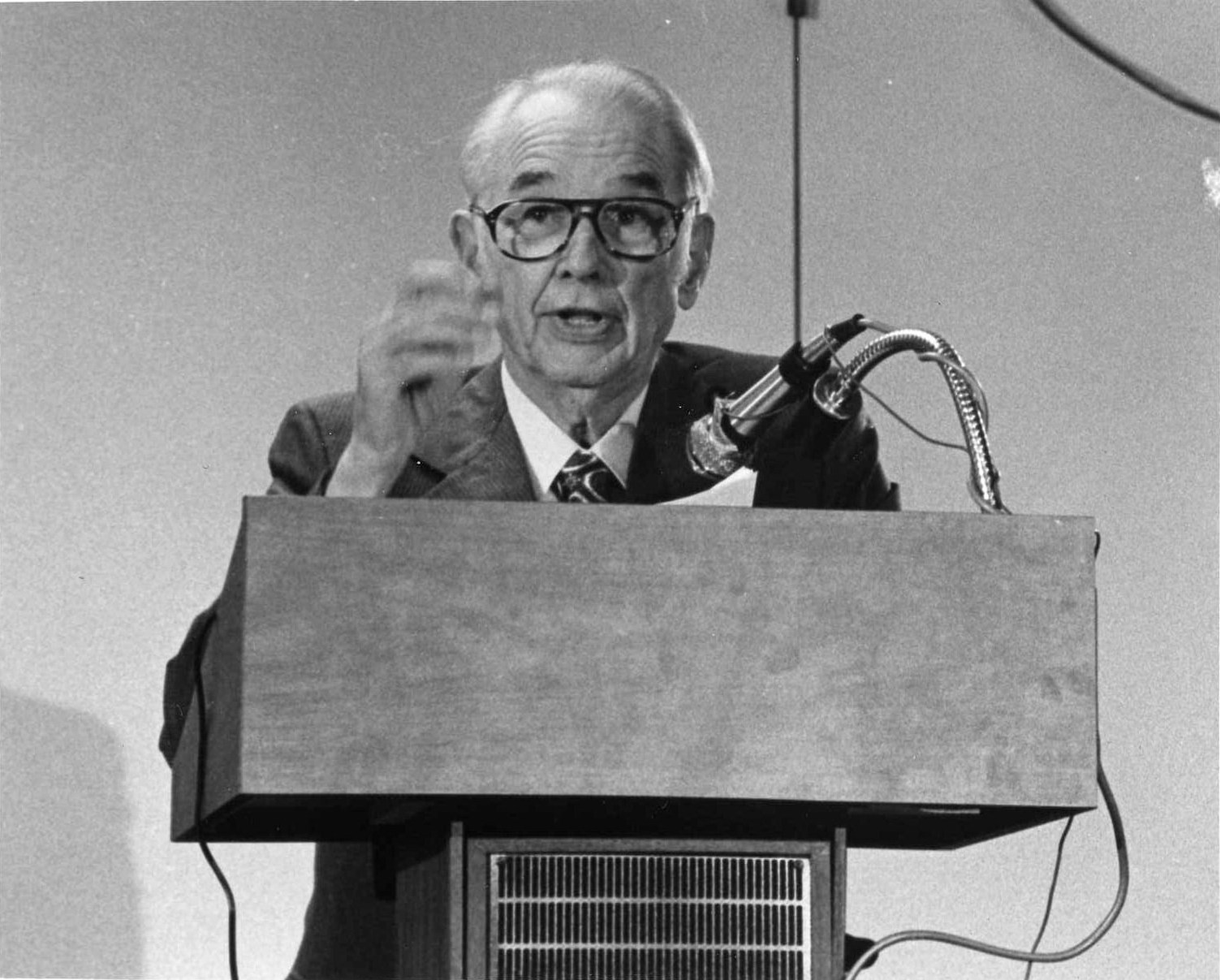
John Vincent Atanasoff († 15. června)

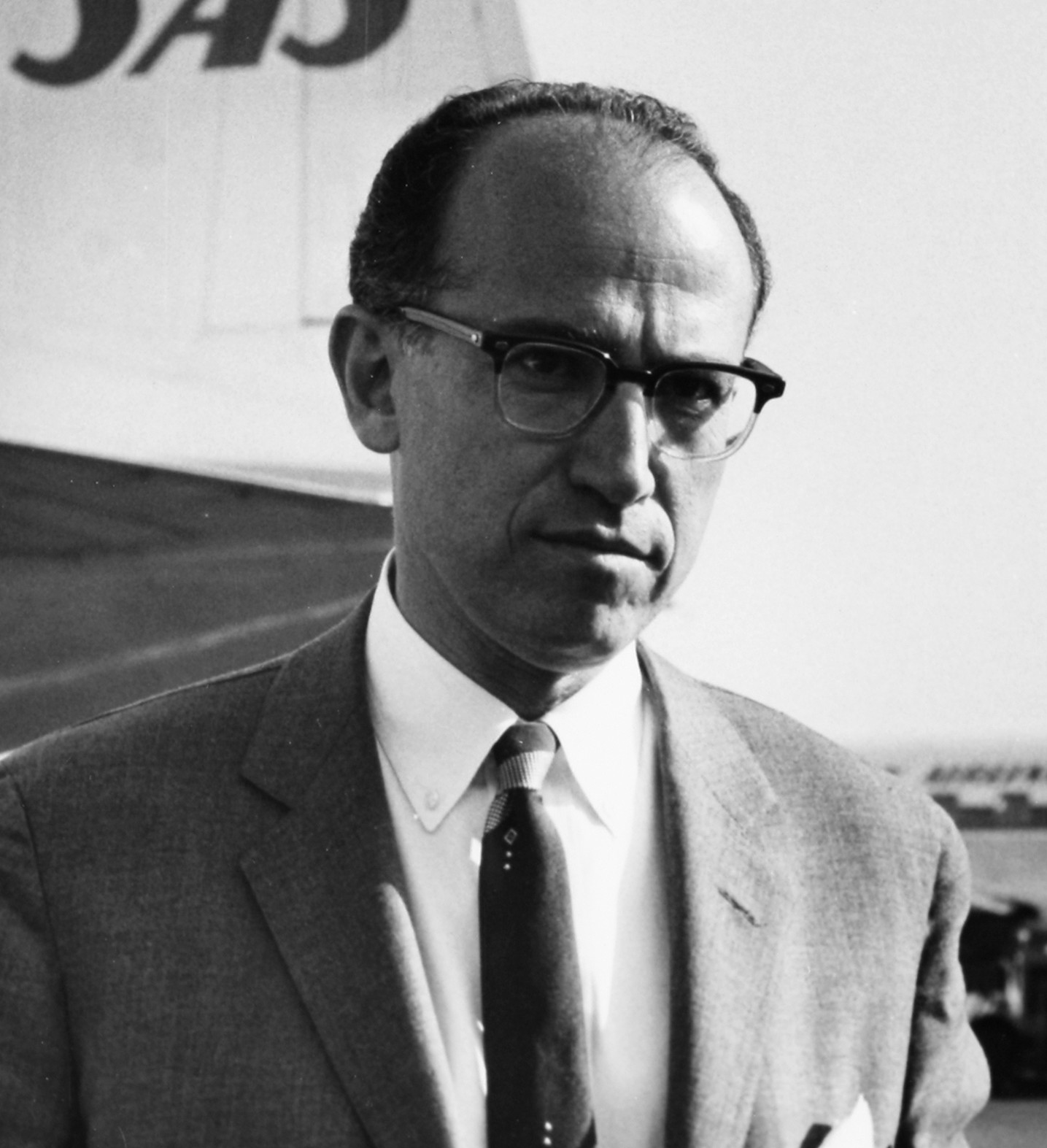
Jonas Salk († 23. června)

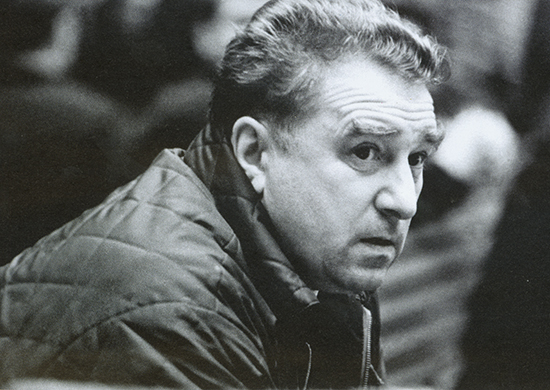
Anatolij Tarasov († 23. června)

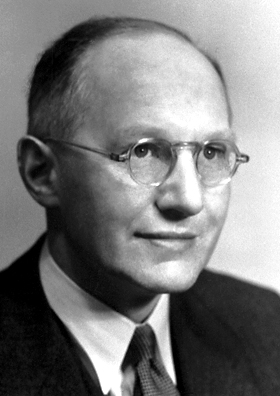
Ernest Walton († 25. června)

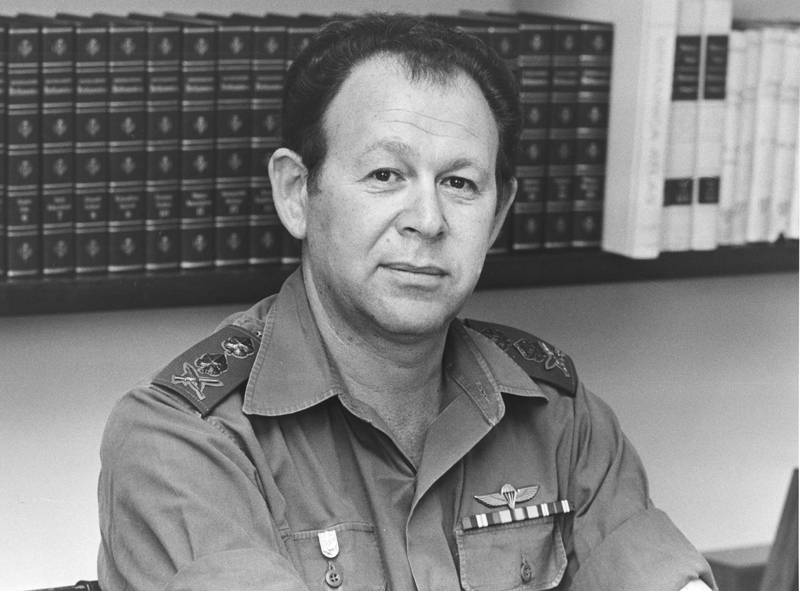
Mordechai Gur († 16. července)

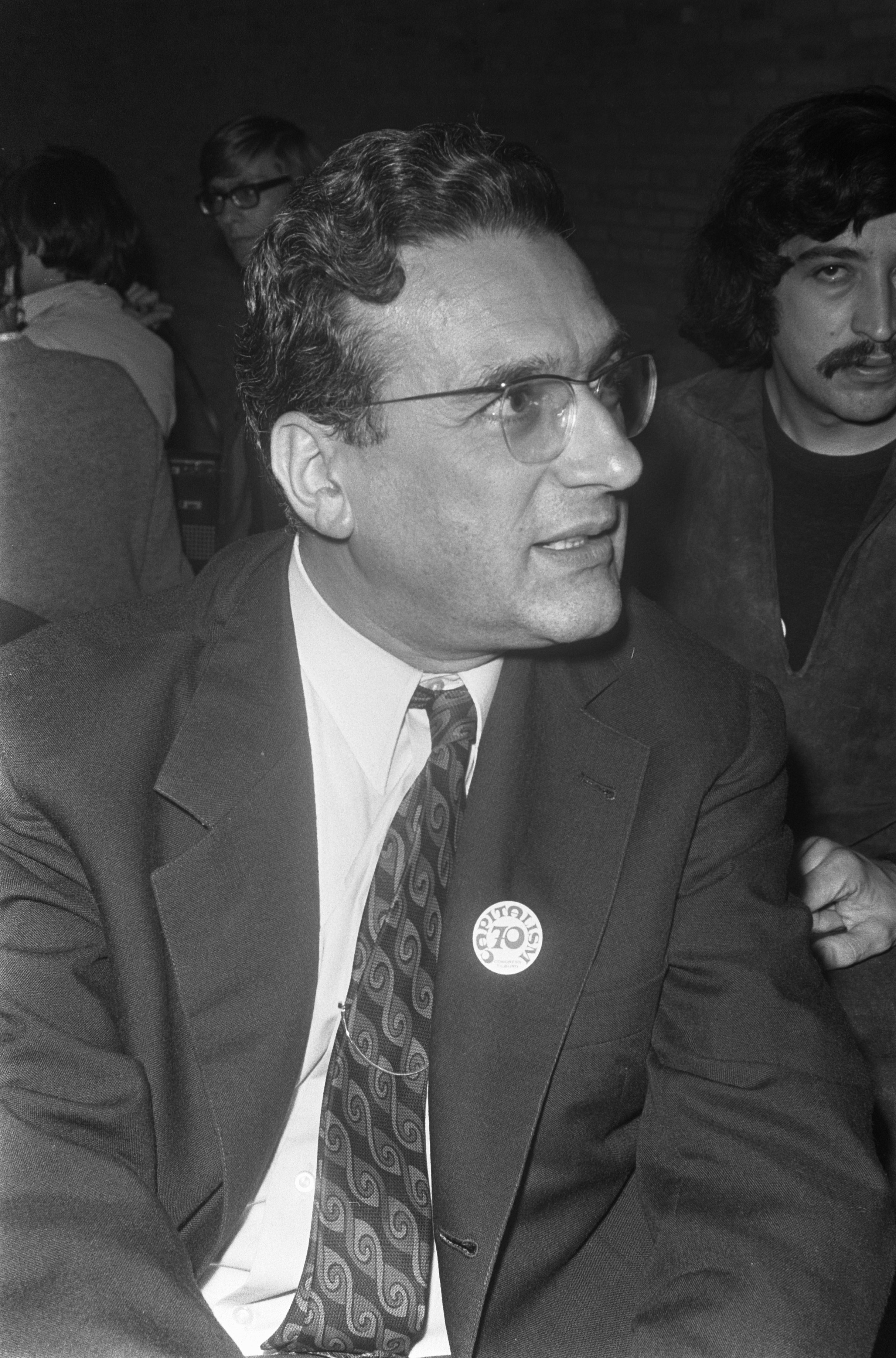
Ernest Mandel († 20. července)

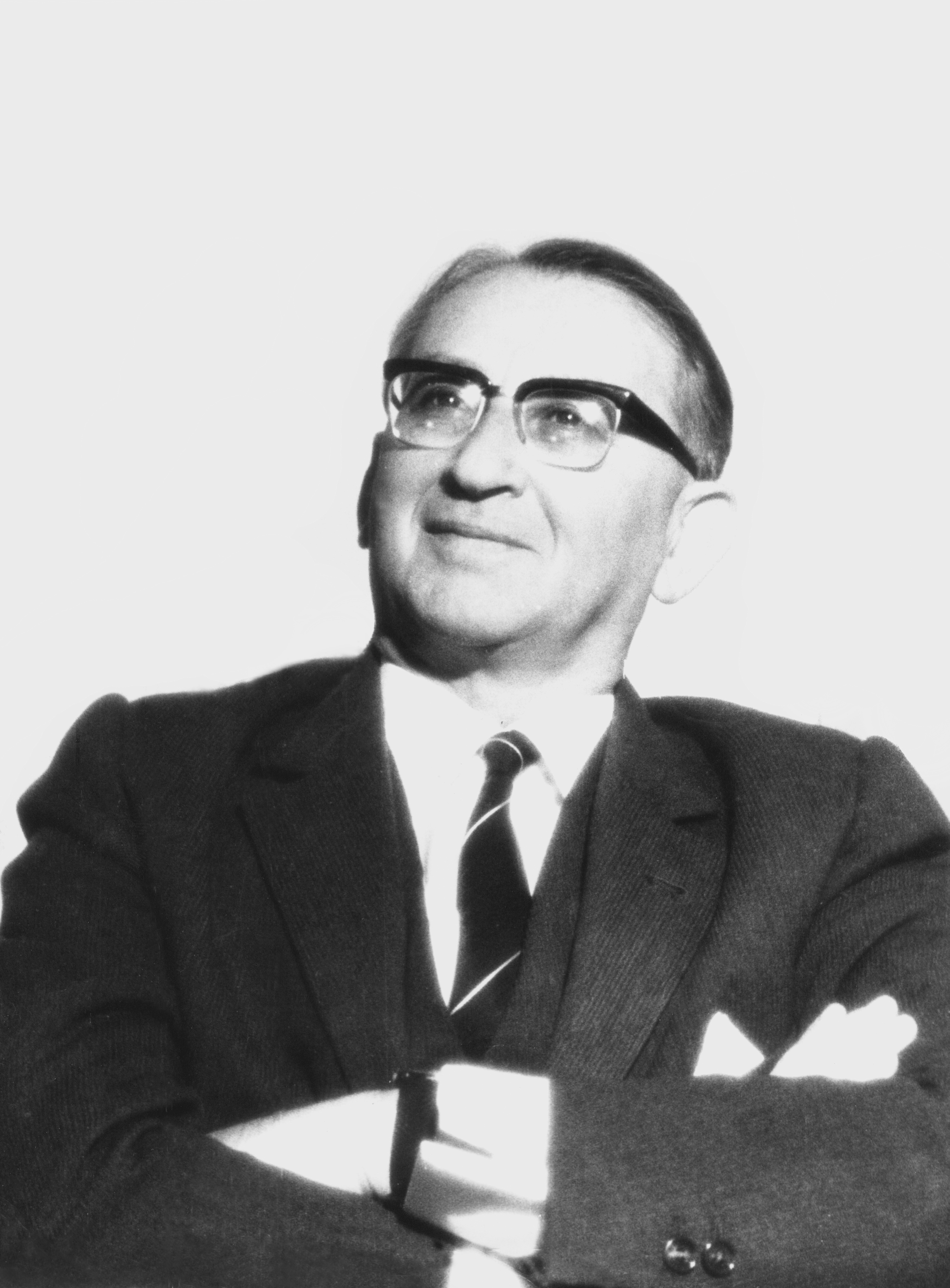
Menachem Avidom († 5. srpen)

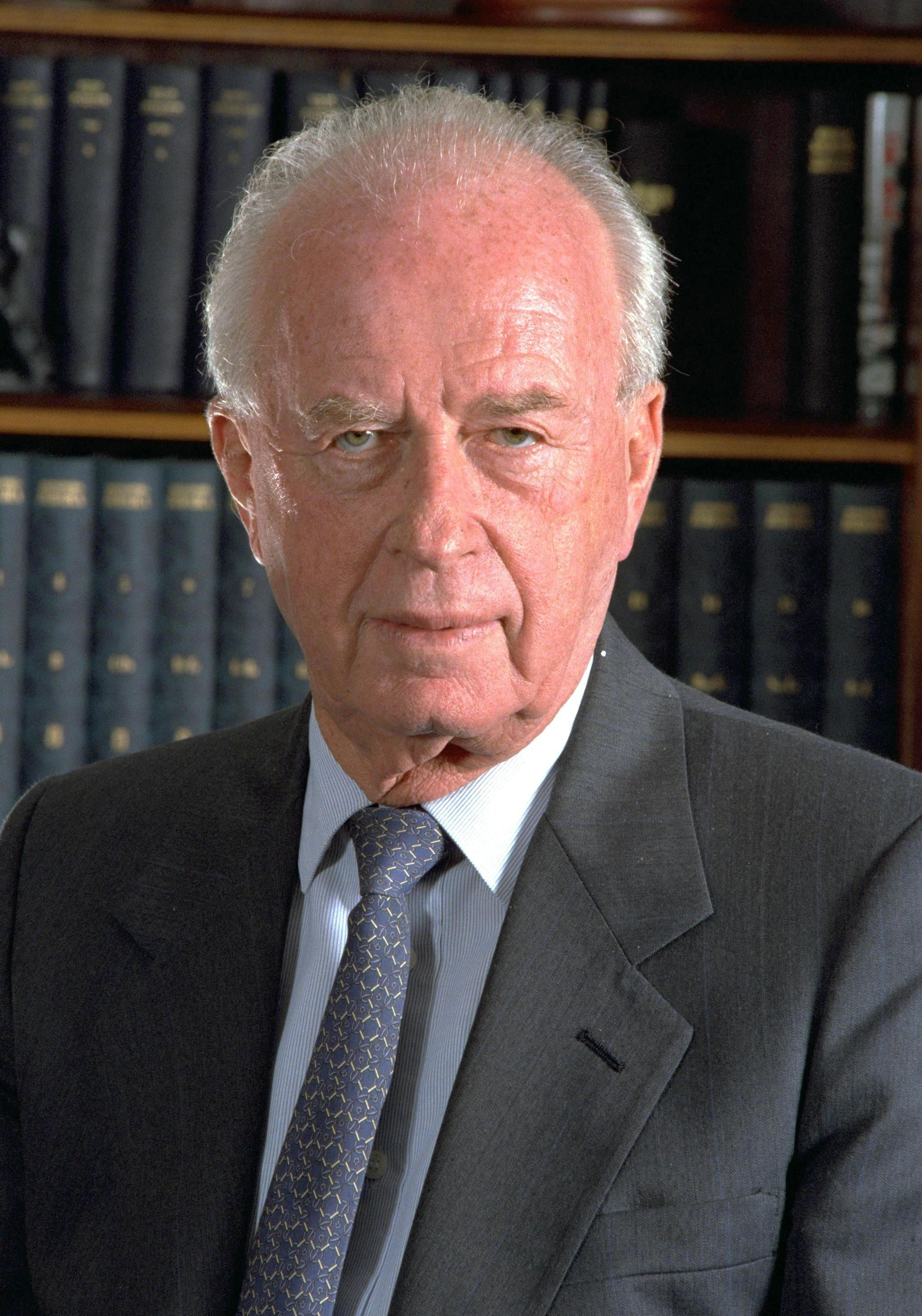
Jicchak Rabin
(† 4. listopadu)

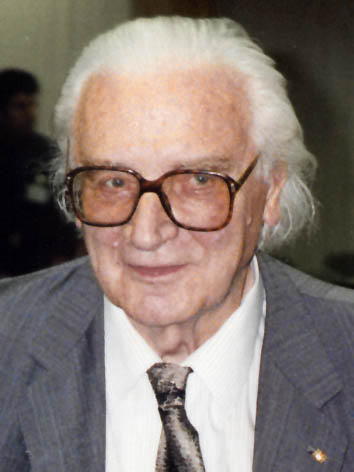
Konrad Zuse († 18. prosinec)

- 1. ledna – Eugene Paul Wigner, americký fyzik maďarského původu, nositel Nobelovy ceny (* 17. listopadu 1902)
- 7. ledna – Murray Rothbard, americký ekonom (* 2. března 1926)
- 9. ledna – Gisela Mauermayerová, německá olympijská vítězka v hodu diskem (* 24. listopadu 1913)
- 13. ledna – Ray Johnson, americký výtvarník (* 16. října 1927)
- 15. ledna – Vieroslav Matušík, slovenský hudební skladatel (* 28. srpna 1927)
- 18. ledna – Adolf Butenandt, německý biochemik (* 24. března 1903)
- 30. ledna – Gerald Durrell, britský spisovatel, humorista, zoolog a popularizátor ochrany přírody (* 7. ledna 1925)
- 2. února
  - André Frossard, francouzský katolický spisovatel, publicista a filosof (* 14. ledna 1915)
  - Fred Perry, anglický tenista (* 18. května 1909)
  - Donald Pleasence, britský herec (* 5. října 1919)
  - Muhammad Siad Barre, somálský diktátor (* 6. října 1919)
- 3. února – Pavol Hrivnák, slovenský ekonom, poslední komunistický předseda vlády (* 9. října 1931)
- 4. února
  - Godfrey Brown, britský atlet, olympijský vítěz (* 21. února 1915)
  - Patricia Highsmithová, americká spisovatelka (* 19. ledna 1921)
- 6. února – Art Taylor, americký jazzový bubeník (* 6. dubna 1929)
- 8. února
  - Josef Maria Bocheński,  polský filozof a logik (* 30. října 1902)
  - Rachel Thomas, velšská herečka (* 10. února 1905)
- 10. února – Fabien Mazuer, francouzský sportovní lezec (* 17. března 1975)
- 12. února – Taylor Kramer, basový kytarista skupiny Iron Butterfly (* 12. července 1952)
- 20. února – Branko Žeželj, srbský stavební odborník, vědec, partyzán (* 15. března 1910)
- 23. února – James Herriot, britský veterinář a spisovatel (* 3. října 1916)
- 5. března – Vivian Stanshall, britský hudebník, malíř, zpěvák, básník, spisovatel (* 21. března 1943)
- 8. března –  Ingo Schwichtenberg, německý bubeník, spoluzakladatel speedmetalové skupiny Helloween (* 18. května 1965)
- 14. března – William Alfred Fowler, americký fyzik a astrofyzik, Nobelova cena za fyziku 1983 (* 9. srpna 1911)
- 17. března – Ahmad Chomejní, íránský islámský duchovní (* 1945)
- 19. března – Josef Vavroušek, český ekolog a publicista, bývalý federální ministr životního prostředí (* 15. září 1944)
- 23. března – Alan Barton, britský zpěvák, kytarista a textař (* 16. září 1953)
- 24. března – Joseph Needham, britský biochemik, historik a sinolog (* 9. prosince 1900)
- 25. března – James Samuel Coleman, americký sociolog (* 12. května 1926)
- 26. března – Eazy-E, americký rapper (* 1963)
- 27. března
  - Margita Figuli, slovenská spisovatelka (* 2. října 1909)
  - Maurizio Gucci, italský podnikatel a vnuk zakladatele značky Gucci (* 26. září 1948)
- 29. března – Jimmy McShane, severoirský zpěvák známý pod pseudonymem Baltimora (* května 1957)
- 2. dubna
  - Dragoslav Mitrinović, srbský matematik (* 23. června 1908)
  - Hannes Alfvén, švédský fyzik, Nobelova cena za fyziku 1970 (* 30. května 1908)
  - Julius Hemphill, americký jazzový saxofonista (* 24. ledna 1938)
- 4. dubna – Pavel Beckovský, slovenský vojenský letec, protifašistický bojovník (* 8. listopadu 1922)
- 5. dubna – Christian Pineau, francouzský politik (* 14. října 1904)
- 8. dubna – Andrej Očenáš, slovenský hudební skladatel (* 8. ledna 1911)
- 9. dubna – Edward L. Bernays, americký zakladatel moderních public relations (* 22. listopadu 1891)
- 10. dubna
  - Glyn Jones, velšský romanopisec, básník a literární historik (* 28. února 1905)
  - Mórárdží Désaí, premiér Indie (* 29. února 1896)
- 18. dubna – Osvald Käpp, estonský zápasník, olympijský vítěz (* 17. února 1905)
- 20. dubna – Milovan Djilas, srbský politik a marxistický teoretik (* 4. června 1911)
- 25. dubna – Ginger Rogersová, americká tanečnice, herečka a zpěvačka (* 16. července 1911)
- 27. dubna – Willem Frederik Hermans, nizozemský spisovatel a fotograf (* 1. září 1921)
- 2. května – Dežo Ursiny, slovenský hudebník (* 4. října 1947)
- 5. května – Michail Botvinnik, ruský šachový velmistr (* 17. srpna 1911)
- 14. května – Christian B. Anfinsen, americký biochemik, Nobelova cena za chemii 1972 (* 26. března 1916)
- 16. května – Lola Flores, španělská zpěvačka, tanečnice a herečka (* 21. ledna 1923)
- 17. května – Toe Blake, kanadský hokejista (* 21. srpna 1912)
- 18. května – Peter van de Kamp, nizozemsko-americký astronom (* 26. prosince 1901)
- 21. května – Annie M. G. Schmidtová, nizozemská básnířka a spisovatelka (* 20. května 1911)
- 24. května
  - Harold Wilson, premiér Spojeného království (* 11. března 1916)
  - Norbert Josef Pitrof, železniční modelář (* 16. ledna 1907)
- 25. května – Franz Zwilgmeyer, německý právník a sociolog (* 8. července 1901)
- 29. května – Andrew Martindale, britský historik umění (* 19. prosince 1932)
- 1. června – – Otakar Lobkowicz, český šlechtic (* 28. ledna 1922)
- 12. června – Arturo Benedetti Michelangeli, italský klavírista (* 5. ledna 1920)
- 14. června
  - Rory Gallagher, irský blues/rockový kytarista (* 2. března 1948)
  - Roger Zelazny, americký autor fantasy a science fiction (* 13. května 1937)
- 15. června – John Vincent Atanasoff, americký fyzik a vynálezce (* 4. října 1903)
- 20. června – Emil Cioran, rumunsko-francouzský filozof (* 8. dubna 1911)
- 22. června – Yves Congar, francouzský teolog a kardinál (* 8. dubna 1904)
- 23. června
  - Anatolij Tarasov, sovětský hokejový trenér (* 10. prosince 1918)
  - Jonas Salk, americký virolog (* 28. října 1914)
  - Jack Schroer, americký saxofonista (* 21. ledna 1944)
- 25. června
  - Warren E. Burger, americký politik a předseda Nejvyššího soudu USA (* 17. září 1907)
  - Ernest Thomas Sinton Walton, irský fyzik, Nobelova cena za fyziku 1951 (* 6. října 1903)
- 27. června – Eino Friberg, americký překladatel finského původu (* 10. května 1901)
- 29. června
  - Lana Turner, americká herečka (* 8. února 1921)
  - Ted Allan, kanadský spisovatel, scenárista a herec (* 26. ledna 1916)
- 30. června – Georgij Beregovoj, sovětský kosmonaut (* 15. dubna 1921)
- 3. července – Pancho Gonzales, americký tenista (* 9. května 1928)
- 5. července – Takeo Fukuda, premiér Japonska (* 14. ledna 1905)
- 6. července – Aziz Nesin, turecký spisovatel (* 20. prosince 1915)
- 10. července – Văn Cao, vietnamský hudební skladatel a básník (* 15. listopadu 1923)
- 15. července
  - Jozef Režucha, slovenský filmový režisér, scenárista a herec (* 13. března 1929)
  - Robert Coffy, francouzský kardinál (* 24. října 1920)
- 16. července – Mordechaj Gur, ministr zdravotnictví Izraele (* 6. května 1930)
- 17. července
  - Juan Manuel Fangio, argentinský pilot Formule 1 (* 1911)
  - Maša Haľamová, slovenská básnířka (* 28. srpna 1908)
- 18. července – Fabio Casartelli, italský profesionální silniční cyklista (* 16. srpna 1970)
- 20. července – Ernest Mandel, belgický marxistický teoretik (* 5. dubna 1923)
- 24. července – George Rodger, britský fotožurnalista (* ? 1908)
- 25. července – Charlie Rich, americký country-popový a gospelový zpěvák (* 14. prosince 1932)
- 27. července – Vladimír Dzurilla, slovenský a československý hokejový brankář a trenér (* 2. srpna 1942)
- 30. července – Magda Schneiderová, rakousko-německá herečka (* 17. května 1909)
- 5. srpna – Menachem Avidom, izraelský hudební skladatel (* 6. ledna 1908)
- 7. srpna – Don Patinkin, americko-izraelský monetární ekonom (* 8. ledna 1922)
- 11. srpna – Alonzo Church, americký matematik (* 14. června 1903)
- 12. srpna – Robert Stephens, britský filmový a divadelní herec (* 14. července 1931)
- 19. srpna – Pierre Schaeffer, francouzský hudební skladatel (* 14. srpna 1910)
- 20. srpna – Hugo Pratt, italský kreslíř komiksů (* 15. června 1927)
- 21. srpna – Subrahmanyan Chandrasekhar, americký fyzik a matematik indického původu (* 19. října 1910)
- 24. srpna – Alfred Eisenstaedt, americký fotograf (* 6. prosince 1898)
- 28. srpna
  - Michael Ende, německý spisovatel (* 12. listopadu 1929)
  - Jonedži Masuda, japonský sociolog * 4. března 1909)
- 30. srpna
  - Lev Polugajevskij, sovětský šachový velmistr (* 20. listopadu 1934)
  - Sterling Morrison, americký hudebník (* 29. srpna 1942)
- 2. září – Zalman Šragaj, izraelský politik a starosta Jeruzaléma (* 31. prosince 1898)
- 9. září
  - Erik Nilsson, švédský fotbalista (* 6. září 1916)
  - Benjamin Mazar, izraelský archeolog, historik (* 28. června 1906)
  - Reinhard Furrer, německý vědec a astronaut (* 25. listopadu 1940)
- 11. září – Georges Canguilhem, francouzský lékař, filosof a historik vědy (* 4. června 1904)
- 12. září – Jeremy Brett, britský zpěvák a herec (* 3. listopadu 1933)
- 15. září – Gunnar Nordahl, švédský fotbalista (* 19. října 1921)
- 21. září – Julio Alejandro, španělský scenárista (* 27. února 1906)
- 3. října – Charles Veach, americký astronaut (* 18. září 1944)
- 6. října – Rudolf Sloboda, slovenský spisovatel (* 16. dubna 1938)
- 9. října – Alec Douglas-Home, britský politik (* 2. července 1903)
- 10. října – Rudolf Vsevolodovič Vjatkin, ruský sinolog (* 6. března 1910)
- 11. října – Juraj Špitzer, slovenský literární historik a publicista (* 14. srpna 1919)
- 14. října – Ellis Petersová, anglická spisovatelka (* 28. září 1913)
- 19. října
  - Don Cherry, americký jazzový kornetista a trumpetista (* 18. listopadu 1936)
  - Jaroslav Rudnyckyj, ukrajinsko-kanadský lingvista a lexikograf (* 1910)
- 22. října – Kingsley Amis, anglický spisovatel (* 16. dubna 1922)
- 25. října – Viveca Lindfors, švédská herečka (* 29. prosince 1920)
- 29. října – Rudolf Zuber, kněz, církevní historik (* 23. ledna 1912)
- 4. listopadu
  - Gilles Deleuze, francouzský filosof a teoretik umění (* 18. ledna 1925)
  - Jicchak Rabin, premiér Izraele (* 1. března 1922)
  - Paul Eddington, britský herec (* 18. června 1927)
- 10. listopadu – Ken Saro-Wiwa, nigerijský scenárista a spisovatel (* 10. října 1941)
- 11. listopadu – Koloman Gögh, československý fotbalový reprezentant (* 7. ledna 1948)
- 16. listopadu – Gwyn A. Williams, velšský historik (* 30. září 1925)
- 21. listopadu – Peter Grant, anglický hudební manažer (* 1935)
- 23. listopadu – Louis Malle, francouzský režisér (* 30. října 1932)
- 25. listopadu – Léon Zitrone, francouzský novinář a televizní moderátor (* 25. listopadu 1914)
- 27. listopadu – Abdon Stryszak, polský profesor veterinárního lékařství (* 30. prosince 1908)
- 29. listopadu – Sabir Junusov, uzbecký chemik (* 18. března 1909)
- 3. prosince – Alexandr Kajdanovskij, ruský herec, scenárista a režisér (* 23. července 1946)
- 4. prosince
  - Petar Gligorovski, makedonský malíř, fotograf, režisér a scenárista animovaných filmů (* 7. února 1938)
  - Rudolf Hruska, rakouský konstruktér a designér automobilů (* 2. července 1915)
- 7. prosince – Juraj Weincziller, slovenský horolezec, horský vůdce a kameraman (* 16. ledna 1937)
- 18. prosince – Konrád Zuse, německý inženýr a počítačový průkopník (* 22. června 1910)
- 20. prosince – Madge Sinclairová, jamajsko-americká herečka (* 28. dubna 1938)
- 22. prosince – James Meade, britský ekonom, Nobelova cena 1977 (* 23. června 1907)
- 25. prosince
  - Emmanuel Levinas, francouzsko-židovský filosof (* 12. ledna 1906)
  - Dean Martin, italskoamerický zpěvák, herec a televizní bavič (* 7. června 1917)
- 27. prosince – Šura Čerkasskij, americký klavírista (* 7. října 1909)

## Hlavy států
Evropa:
- Česko – Václav Havel
- Slovensko – Michal Kováč
- Andorra – Jacques Chirac
- Francie – Jacques Chirac
- Maďarsko – Árpád Göncz
- Polsko – Aleksander Kwaśniewski
- Vatikán – Jan Pavel II.
- Spojené království – Alžběta II.

Asie:
- Izrael – Ezer Weizman
- Kyrgyzstán – Askar Akajev
- Katar – Hamád ibn Chalífa Al Sání